# 羽生善治
羽生 善治（はぶ よしはる、1970年9月27日 - ）は、日本の将棋棋士である。二上達也九段門で棋士番号は175。埼玉県所沢市出身。日本将棋連盟会長（2023年6月 - 2025年6月）。
1985年に中学生でプロ棋士となり、1989年、初タイトルとして竜王位を獲得した。1996年2月14日、将棋界で初の全7タイトル（竜王、名人、王位、王座、棋王、王将、棋聖。当時のタイトル数は7）の独占を達成した。
2017年12月5日、第30期竜王戦で15期ぶりに竜王位を獲得し、通算7期の条件を満たして永世竜王の資格保持者となり、初の永世七冠（永世竜王、十九世名人、永世王位、名誉王座、永世棋王、永世王将、永世棋聖）を達成した。さらに名誉NHK杯選手権者の称号を保持しており、合計8つの永世称号の保持も史上初である。このような実績により、2018年に棋士として初めて国民栄誉賞を授与された。
2018年度（2019年）の第68回NHK杯で優勝し、同大会優勝回数を11回に更新の上、一般棋戦（タイトル戦以外のプロ公式戦）の通算優勝回数が大山康晴を超え史上最多の45回となった。
通算優勝回数153回、公式戦優勝回数145回、タイトル獲得99期、タイトル戦登場138回、同一タイトル戦26回連続登場（王座）、同一タイトル獲得通算24期（王座）、一般棋戦優勝回数46回は歴代単独1位の記録である。また、非タイトル戦優勝回数54回、非公式戦優勝回数8回、最優秀棋士賞22回、獲得賞金・対局料ランキング首位23回も歴代1位である。詳細は主な成績を参照。
羽生とほぼ同じ年齢には森内俊之（十八世名人資格保持者）や佐藤康光（永世棋聖資格保持者）らトップクラスの実力者が集中しており、彼らは「羽生世代」と呼ばれる。

## プロデビューまで（ - 1985年）
埼玉県所沢市で生まれ、幼稚園に入る頃から東京都八王子市に移り住んだ。
小学1年生のとき、近所に住む同級生から将棋の駒の動かし方を教わった。

### 八王子将棋クラブ
小学2年生（1978年）の夏、将棋に熱中している我が子の姿を見ていた母が、将棋道場「八王子将棋クラブ」の「第1回夏休み小中学生将棋大会」に出場を申し込み、大会デビュー（1勝の後2連敗で失格）。それがきっかけで、同年10月28日から毎週末に同道場に通うようになった。家が新興住宅地にあったため周囲にまだあまり店がなく、週末に両親が車で八王子市街に出かけて買いだめをするたび、道場の席主に母があいさつして羽生を預けた。
道場のいちばん下は7級であったが、昇級の楽しみを与えるため席主が与えた段級は14級であった（15級とも）。その後、棋力は急速に向上していき、翌年の小学3年生の時に初段、4年生の10月に四段、5年生の10月に五段となり、いわゆるアマチュア強豪のレベルとなった。なお、家でも将棋を指し、それは両親と妹の計3名による「連合軍」と羽生1名が対戦して、連合軍が不利な展開になったときは将棋盤を180度回転して指し継ぐという家族内ルールであったが、羽生の上達が速かったため長続きしなかった。

### 将棋大会
1979年、小学3年生で4級のとき、日本橋東急デパートの「よい子日本一決定戦・小学生低学年の部」で準優勝（優勝は先崎学）をし、その翌年も関東各地のデパートの大会で準優勝や3位入賞をする。将棋大会出場時は、母が我が子を見つけやすくするため、いつも広島東洋カープの赤い野球帽である赤ヘルを被らせていた（羽生自身は読売ジャイアンツファンであった）。
1981年1月7日、「第1回小田急将棋まつり小学生大会」でデパート大会での初優勝を果たした。このとき、準決勝で森内俊之を、決勝で小倉久史を破っている。森内とのライバル関係は、この頃から始まった。ある将棋大会では、先手・森内の初手▲5八飛という珍しい手に対して後手の羽生が△5二飛と返すというきわめて珍しい序盤を見せることもあった。同年、5年生に上がると、アマ名人戦の都下予選（7月12日）を史上最年少で通過。8月には東京の4つの小学生大会で優勝する。

### 奨励会
小学5年生のとき、奨励会への入会を志し、道場の師範代である中嶋克安指導棋士（二上の最初の弟子）に相談をしたが、中嶋は「小学生将棋名人戦で優勝をすること」という厳しい条件を突きつけた。しかし、6年生の春（1982年4月3日）に優勝し条件を満たした。このとき森内は3位、NHKテレビ解説者は3日後に二十歳の誕生日を迎える谷川浩司だった。母は対局が行われたNHKのスタジオから、すぐに二上に電話を入れた。小学生将棋名人戦に出演していた大山康晴は、優勝した羽生と谷川を見て将来はこの若い2人が将棋界を引っ張っていくライバルになっていくであろうと番組内で述べている。
同年、奨励会入会試験に合格。以降、1年あまりで6級から初段に昇段するなど驚異的な速度で昇級・昇段（後述）を重ね、1985年12月18日に三段での13勝4敗を記録した。この成績をもって、当時の規定により四段に昇段してプロに昇格し、加藤一二三、谷川浩司に続く史上3人目の中学生棋士となった。

## 戦績
「年表」の項も参照。

### デビュー（1985年度 - 1991年度）
デビューから年度が明け、実質の初年度となる1986年度に全棋士中1位の勝率0.741（40勝14敗）を記録し、将棋大賞の新人賞と勝率一位賞を受賞した。羽生に追随してデビューしてきた同年代の強豪棋士達とともに、いわゆる「チャイルドブランド」と呼ばれる新世代のグループを形成し、羽生は、その代表的存在として勝ち進んだ。1987年12月5日、17歳2か月で天王戦優勝を果たした。
羽生が知られるようになったのは、五段時代の第38回（1988年度）NHK杯戦である。大山康晴（3回戦）、加藤一二三（4回戦 = 準々決勝）、谷川浩司（準決勝）、中原誠（決勝）と、当時現役の名人経験者4人をすべて破るという、まるで作った舞台設定のような勝ち上がりで優勝した。対・加藤戦では終盤61手目に加藤陣に▲5二銀（右図は1手前の局面。打った銀を飛車で取っても金で取っても加藤の玉が詰む）を打った。加藤は仕方なく△4二玉としたが、その5手後（67手目）に投了に追い込まれた。後に加藤はこの対局について、「▲5二銀自体は奨励会員でも指せる」と述べているが、中盤戦で攻められている側に玉将を上がった▲4八玉を高く評価している。
この1988年度は、対局数・勝利数・勝率・連勝の記録4部門を独占（80局・64勝・0.800・18連勝）をし、将棋大賞の最優秀棋士賞を史上最年少（18歳）で受賞した。無冠の棋士が受賞したのも、史上初である。
1989年、第2期竜王戦で3組優勝者として挑戦者決定トーナメントを勝ち上がって挑戦権を獲得し、タイトル戦に初登場した。七番勝負の相手は、研究会「島研」での恩師であり前年に初代竜王の座に就いた島朗であった。持将棋1局を含む全8局の熱闘を4勝3敗で制し、初のタイトル獲得。棋界で名人位と並んで序列トップの竜王位に就いた。19歳2か月でのタイトル獲得は、当時の最年少記録であった（最年少タイトルの記録は、翌年、18歳の屋敷伸之によって塗り替えられる）。この年度は、先手番での勝率が0.9355（29勝2敗）であった。
1990年11月に谷川に竜王位を奪取され、無冠となり肩書として「前竜王」を名乗るが、4か月後の1991年3月に棋王位を獲得し、それ以降、タイトルを保持する状態が2018年12月まで27年9か月続く。この間竜王挑戦時の「六段」を最後に段位を名乗ることがなかった。

### 七冠独占へ（1992年度 - 1995年度）
1992年度、第40期王座戦で福崎文吾から奪取して、初めて複数冠（王座・棋王）となった。ここから長い王座戦連覇が始まり、後に、大山が持つ同一タイトル連覇記録を塗り替えることとなる。同年、第5期竜王戦で谷川竜王（三冠）との三冠対二冠の天王山対決を制し、森下卓曰く「タイトル保有の図式が逆転」した。
1993年度、谷川から棋聖を、郷田真隆から王位を奪取して五冠王（大山、中原に次いで3人目）となる（王位戦ではこの奪取時が初の王位リーグ入りだったが、以降は2024年現在に至るまで、一度も王位リーグから陥落していない）。このときに「初めて七冠を意識した」と述べた。しかし、竜王戦で佐藤康光に敗れ四冠に後退した。
一方順位戦では、1991年度（第50期）のB級2組から2期連続昇級でA級に昇格した。そして迎えた第52期（1993年度）A級順位戦では、谷川と並んで7勝2敗で1位タイの成績で終え、プレーオフで谷川に勝ち、A級初参加にして名人挑戦権を得た。この第52期（1994年度）名人戦七番勝負の相手は、前年に長年の宿願を果たして初の名人位を史上最年長で獲得した50歳の米長邦雄であった。羽生は3連勝・2連敗の後の第6局で勝ち、奪取した。その第6局では、△4六歩▲同銀（図）に△4四歩とし、佐藤康光らに新手筋の発見と感嘆させた。これは、△4四歩のところで△3六歩だと、▲4五桂と跳ねられてしまうことから桂跳ねを防ぐ意味で、4筋の歩を突き捨て、同じ4筋に歩を控えて打ったもの。
同年度、さらに竜王位を佐藤から奪還して史上初の六冠王となった。残るタイトルは、谷川が保持する王将位ただ一つとなった。王将リーグでは郷田と5勝1敗同士で並びプレーオフとなったが、これに勝利して王将挑戦権を獲得し、1995年1月からの王将戦七番勝負で、全冠制覇をかけて谷川王将に挑むことになる。この第44期王将戦七番勝負はフルセットの戦いとなり、その間に同時進行していた棋王戦五番勝負では森下卓に対し3-0で早々と防衛をしていた。
そして最後の第7局（1995年3月23－24日）は、青森県・奥入瀬で行われた。相矢倉の戦形となったが、2日目に千日手が成立。先手・後手を入れ替えての指し直し局は同日中に行われたが、40手目まで千日手局と同じ手順で進行した。つまり、相手の手を真似し合ったような格好であった。41手目に先手の谷川が手を変え、以降、矢倉の本格的な戦いとなったが、最後は谷川の111手目を見て羽生が投了。阪神・淡路大震災で被災したばかりの谷川によって、七冠制覇を目前で阻止された。羽生がタイトルに挑戦して敗れたのは、これが初めてである。この第7局の2日目当日、対局場のホテルには、将棋界の取材としては異例の数の報道陣が大挙して詰めかけていた（約150名）。敗れた羽生は「もう2、3年は、（七冠の）チャンスは巡ってこないだろう」と思った。
ところが、それから1年間、羽生は王将戦第7局の前に既に防衛していた棋王戦（対・森下卓）を含め、名人戦（対・森下卓）、棋聖戦（対・三浦弘行）、王位戦（対・郷田真隆）、王座戦（対・森雞二）、竜王戦（対・佐藤康光）と六冠の防衛に全て成功する。なお、これらの防衛戦の間に通算タイトル獲得数が谷川の20期（当時）を超え、大山、中原に次ぐ歴代3位となっている。その傍ら、第45期王将リーグは対・中原戦で1敗を喫したものの、村山聖・森内俊之・丸山忠久・郷田真隆・有吉道夫に勝って5勝1敗の1位となり、2期連続で谷川王将への挑戦権を勝ち取った。なお、これらの防衛戦、リーグ戦の中では、終盤戦で相手の悪手に助けられた逆転勝ちがいくつもあった。
第45期王将戦七番勝負の決着は、前年とは異なりあっさりとやって来た。羽生は開幕から3連勝し、山口県のマリンピアくろいでの第4局（1996年2月13日－2月14日）を迎える。報道陣の数は1日目から170名を超え、2日目には250名近くに達した。羽生の後手番で戦形は横歩取りの激しい将棋となり、82手で羽生の勝利（右図は投了図）。4-0のストレートで王将位を奪取し、ついに七冠独占を達成した。横歩取りは、谷川が低段の頃に愛用しており、それに影響を受けた小学生時代の羽生少年が好んで指していた戦法であったため、その戦形で七冠を達成できたことは、感慨深かったという。

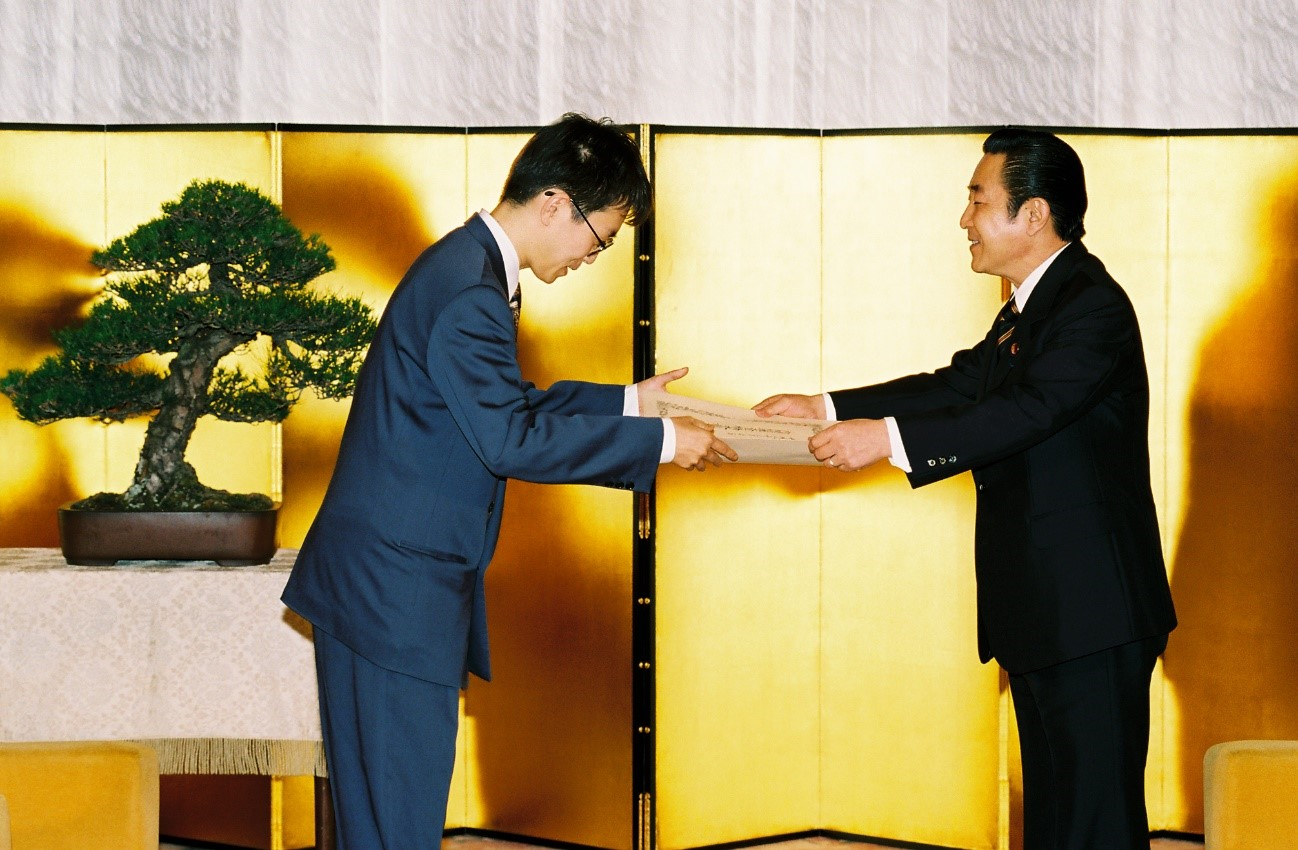
1996年、内閣総理大臣顕彰式にて、内閣総理大臣橋本龍太郎と

タイトル戦の数が6つ以上になった1975年度以降、全冠制覇は初の出来事だった。1996年3月、史上初の七大タイトル独占を祝して橋本龍太郎内閣総理大臣より内閣総理大臣顕彰を受けた。
なお、第4局1日目の前日から風邪を引いて熱を出していた。これについては、本人いわく「体調管理が悪いことは褒められたものではない」としながらも、「いい状態ではないから、負けてもしょうがないと思ったことが、逆に、プレッシャーを低減させた一面があった」とのことである。しかし、この第4局が終わって自室に戻ったときは、ベッドに倒れこみ、頭の中は真っ白。それは竜王や名人を初めて獲ったときとは全く異なるものであった。
直後に第21期棋王戦（七冠王としての最初の防衛戦）で高橋道雄を相手に防衛に成功。これで年度の全7タイトル制覇も達成したことになる。また、この年度は、テレビ棋戦のNHK杯戦、早指し将棋選手権でも優勝した。年度勝率は、タイトル戦の番勝負での対局が主であったにもかかわらず、当時歴代2位の0.8364（46勝9敗）という数字であった。

### 七冠からの陥落（1996年度 - 2002年度）
新年度（1996年度）の最初のタイトル防衛戦（七冠王として2つ目の防衛戦）は、小学生時代からのライバル（上述）でタイトル戦初登場の森内俊之との名人戦（第54期）であり、4勝1敗で防衛に成功した。フルセットの戦いではなかったが、「（森内に）色々な作戦を持って来られたり、封じ手時刻ぎりぎりで指されたりして、ハードな名人戦だった」という。これで名人3連覇となったが、永世名人資格（通算5期）までの残り2期獲得まで12年もかかることになる。
次の防衛戦（七冠王としての3つ目の防衛戦）は、2期連続で三浦弘行を挑戦者に迎えた第67期棋聖戦であった。フルセットの戦いとなったが、最終第5局で相掛かり2八飛車引きの趣向を見せた三浦に敗れ、七冠独占は167日で幕を降ろした（1996年2月14日=王将奪取日－7月30日=棋聖失冠日）。しかし羽生は、「通常に戻れるのでほっとした」と語っている。
三浦から棋聖位を奪われたのと同年の第9期竜王戦と、翌1997年の第55期名人戦という2つのビッグタイトル戦で、いずれも谷川に敗れ四冠に後退した。この名人戦で谷川は名人位獲得通算5期となり、永世名人（十七世）の資格を得た。
第47回（1997年度）NHK杯戦決勝（対局日は1998年2月28日）は、村山聖との最後の対戦となった（約5か月後の1998年8月8日に村山が死去）。最終盤、村山が悪手（68手目△7六角）を指し、急転直下で3手後に村山の投了となった。羽生は4度目の優勝。これで、二人の通算対戦成績は羽生の7勝6敗となった。
第38期王位戦七番勝負（1997年度、対佐藤康光）から第48期王座戦五番勝負（2000年度、対藤井猛）にかけて、登場した15回のタイトル戦で全て獲得に成功（防衛14、奪取1）。第13期竜王戦（2000年度）七番勝負で藤井猛竜王に挑戦敗退して記録は止まった。
2003年2月23日、第36回早指し将棋選手権の決勝で藤井猛九段に勝利し、史上最速・最年少・最高勝率で通算800勝（史上11人目）を達成した。

### 一冠後退から四冠復帰まで（2003年度 - 2004年度）
2003年度、第51期王座戦では、10代で羽生より一回り以上若い挑戦者・渡辺明を迎える。1勝2敗とされてからの2連勝で辛くも防衛。最終第5局では、終盤で勝ちが確実となったときに手が激しく震え、駒をまともに持てなかった。
同年度の竜王戦・王将戦、そして翌2004年度の名人戦で、いずれも森内に立て続けに3つのタイトルを奪われ、永世竜王資格獲得（竜王通算7期）と永世名人資格獲得（名人通算5期）の両方を阻止された。竜王戦は自身初のタイトル戦ストレート負けであった。これで羽生のタイトルは王座だけとなり、11年9か月ぶりに一冠に後退した。この時点でタイトル保持者は、森内竜王・名人（王将と合わせて三冠）、谷川王位・棋王（二冠）、佐藤（康）棋聖（一冠）、羽生王座（一冠）となった。
しかし、その2004年度中に次々とタイトル挑戦権を得た。まず王位戦で谷川王位に挑戦して奪取し、王座一冠の時期は89日で終わった（2004年6月11日－9月8日）。さらに王座戦で森内の挑戦を退けて防衛した後、冬には王将戦と棋王戦で、森内王将・谷川棋王それぞれにストレート勝ちし、あっという間に再び7タイトルの過半数の四冠を占めた。

### 永世称号獲得への挑戦（2004年度 - 2009年度）
2004年度は、A級順位戦でも7勝2敗で1位となり森内名人への挑戦権を得たが、その名人戦（2005年4月－6月）ではフルセットの戦いの末に敗れ、前年に続き永世名人の資格獲得を逸した。結果的にこの2年後、森内は羽生より一歩先に永世名人に到達することとなる。
2005年度のA級順位戦では8勝1敗の成績だったにもかかわらず同星の谷川とのプレーオフとなり、敗れて名人挑戦を逃した。8勝して名人挑戦できなかったのは、順位戦史上、唯一のケースである。
2006年、王座を防衛した時点で通算タイトル獲得数を65期とし、中原誠の通算64期を抜いて歴代単独2位となった。
2007年12月20日、第66期A級順位戦6回戦・対久保利明戦で勝ち、史上8人目の通算1,000勝（特別将棋栄誉賞）を史上最年少、最速、最高勝率で達成した。その2か月後の2008年2月28日には、第57期王将戦で防衛に成功し、史上2人目の棋戦優勝100回（タイトル獲得68期、一般棋戦優勝32回）を達成した。
2008年6月17日、第66期名人戦第6局で森内名人を破り、名人位と三冠に復帰。通算5期獲得により永世名人（十九世名人）の資格を得た。これにより史上初のいわゆる永世六冠（永世名人・永世棋聖・永世王位・名誉王座・永世棋王・永世王将）を達成。大山康晴と中原誠の「永世五冠」を抜いた。そして、残る1つの永世位獲得をかけ、第21期竜王戦で渡辺明竜王への挑戦権を得た。渡辺が勝てば連続5期で初代永世竜王、羽生が勝てば通算7期で初代永世竜王という、タイトル戦史上初の初代永世位決定戦となった。七番勝負は羽生が開幕3連勝。しかし、そこから3連敗してフルセットとなり、2008年12月17日－18日に山形県天童市で行われた最終第7局でも渡辺に敗れる。羽生は将棋界初の3連勝4連敗を喫して奪取を逃した。なお、この最終局は矢倉の戦形からお互い早めに動く展開で、中・終盤のねじり合いの内容が素晴らしく、将棋大賞の名局賞受賞局となった。羽生にとっては同賞創設から3年連続3回目の受賞で、いずれも敗局での受賞である。

### 大山の記録を超えて（2010年度 - 2016年度）

#### 2010年度
2010年6月1日、第51期王位戦白組プレーオフで戸辺誠に勝ち、通算1100勝を達成。同年6月26日、タイトル戦登場100回目となった第81期棋聖戦は、深浦を3勝0敗のストレートで下して防衛した。同年9月29日、第58期王座戦では藤井猛を相手に3勝0敗で防衛。同一タイトル19連覇、同一タイトル6回連続ストレート防衛という2つの歴代1位の記録を樹立した。
第58回（2008年度）－第60回（2010年度）のNHK杯戦で史上初の3連覇を達成した。同棋戦での通算優勝回数を一気に9へと伸ばし、大山康晴の記録（8回）を抜き去って歴代単独トップに立った。

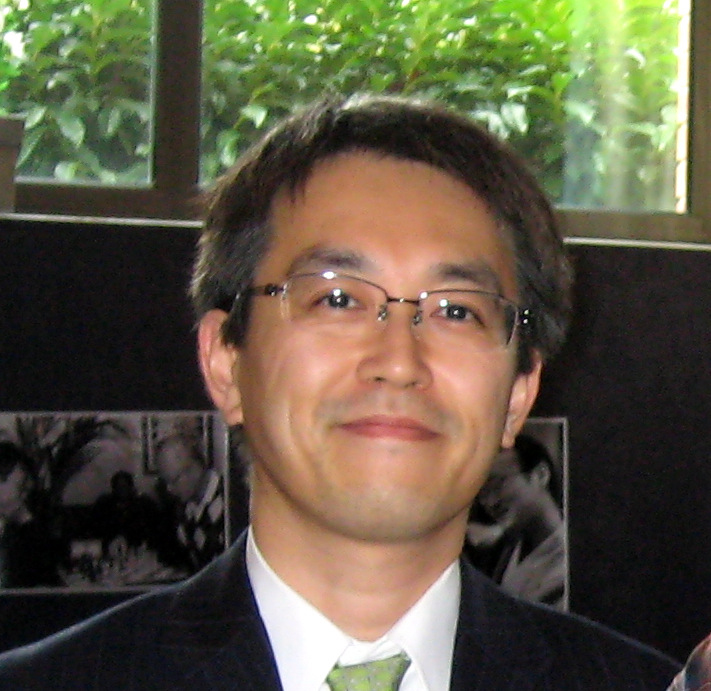
2011年10月、パリ近郊で開催された第5回国際将棋フォーラムにて

#### 2011年度
2011年、森内俊之を挑戦者に迎えた第69期名人戦で3連敗後3連勝するも、最終局で敗れ失冠。しかし、同年の第52期王位戦で広瀬章人王位に挑戦し、4勝3敗で奪取（2011年9月13日）して通算タイトル獲得数を80期とし、40歳にして大山康晴の持つ歴代1位の記録に並んだ。しかし、第59期王座戦で挑戦者の渡辺にストレート負けを喫し、20連覇を逸する。なお、同年、初出場の第19回富士通杯達人戦（非公式戦）で優勝している。
2012年2月11日、第5回朝日杯将棋オープン戦で、2年ぶり2度目の優勝。第70期順位戦（2011年度）で史上3人目のA級順位戦全勝優勝を達成。第61回NHK杯戦では2012年3月18日放送の決勝で渡辺を破り、自身の連覇記録をさらに更新するNHK杯戦4連覇を果たすとともに通算優勝回数10回を達成。将棋界では初の名誉NHK杯選手権者の称号を獲得した。この時点で通算優勝回数が124回（タイトルと一般棋戦、非公式戦の合算）となり、大山康晴の最多記録に並ぶ。

#### 2012年度
第70期名人戦（2012年）で森内に敗北（2勝4敗）。A級全勝者挑戦の名人奪取失敗は史上初。しかし、直後の第83期棋聖戦で新鋭・中村太地（タイトル初挑戦）を3連勝で退け、通算タイトル獲得数を81期として歴代単独1位となる。8月17日の対局（銀河戦決勝収録・対阿久津主税）で勝利し、史上5人目の通算1,200勝を史上最年少・史上最速・史上最高勝率で達成。
第60期王座戦で渡辺から前年奪われた王座を奪還。その最終第4局は千日手指し直しの末深夜2時までもつれる熱戦で、第40回将棋大賞の名局賞に選ばれた（初の勝局での受賞）。
第71期A級順位戦（2012年度）で優勝し、2年連続で名人挑戦。

#### 2013年度
第71期名人戦は3年連続で森内との対決となったが、1勝4敗で敗退。一方、渡辺の挑戦を受けて史上初の三冠同士対決となった第84期棋聖戦では3勝1敗でタイトルを防衛し、通算公式戦優勝回数を125回として歴代単独1位となる。
第61期王座戦で中村太地に対して1勝2敗からの2連勝で辛くも防衛。このシリーズは200手超あり、千日手あり、打ち歩詰め筋ありという白熱したシリーズだった。これにより、同一タイトル通算獲得数を歴代単独1位の21期とする（従来の記録は大山の王将通算20期）。第7回朝日杯将棋オープン決勝戦（2014年2月8日）で渡辺二冠を下し、3度目の優勝。また、渡辺王将に挑戦した第63期（2013年度）王将戦ではフルセットにもつれ込むも惜敗（四冠を逃す）。

#### 2014年度

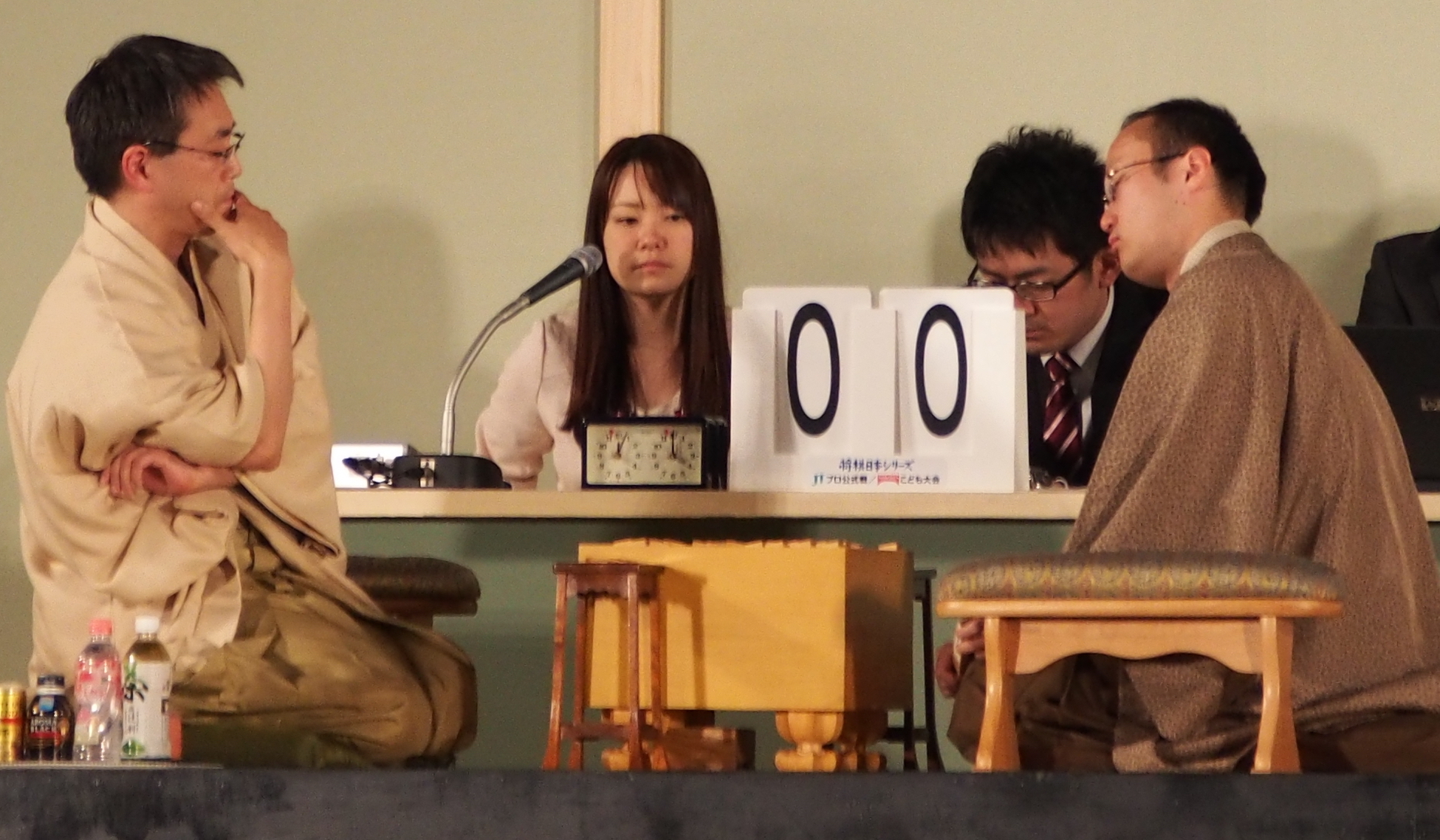
2014年の第35回将棋日本シリーズ決勝、渡辺明との対局。

2014年度、第72期名人戦で4年連続・9回目の顔合わせとなった森内名人を4連勝のストレートで破り名人に復位。約4年ぶりに四冠に復帰した。3期連続の挑戦、および3度の復位はともに名人戦史上初である。3度の復位は全て森内から、3度の失冠のうち2度は森内によるものである。第85期棋聖戦では、森内竜王を挑戦者に迎え、名人戦とは立場を変えての番勝負となった。結果は羽生の3連勝で防衛。大山の記録に並ぶ棋聖7連覇、13期目の獲得となった。
第55期王位戦では、挑戦者に木村一基を迎え、第3局に王位戦史上初（タイトル戦では22年ぶり）となる持将棋が成立した。結果は羽生の4勝2敗1持将棋で防衛（4連覇、16期目）。なお、タイトル戦での持将棋は、羽生自身にとっては、初タイトルを獲得した第2期竜王戦（1989年）第2局（対島朗竜王）以来2度目である。
第62期王座戦では、2回目のタイトル挑戦となった豊島将之を迎えた。開幕2連勝のあと2連敗しフルセットになったが防衛し、同一タイトル獲得記録を22に更新、四冠を堅持した。これにより、タイトル通算獲得数が90期になった。また、2014年11月20日、第64期王将戦挑戦者決定リーグ戦5回戦で三浦弘行九段戦に勝利し、史上4人目の1,300勝を史上最年少・史上最速・史上最高勝率で達成した。
第40期棋王戦で渡辺に挑戦するも、3連敗で奪取失敗。なお、2014年度は2つのタイトル挑戦者決定戦で敗れ（第27期竜王戦挑戦者決定三番勝負・対糸谷1勝2敗、王将リーグプレーオフ・対郷田）、年度全てのタイトル戦登場を逃した。

#### 2015年度
2015年度、第73期名人戦は行方尚史を挑戦者に迎え、4勝1敗で防衛。これにより名人通算9期、名人位獲得数が歴代3位となった。なお、羽生が制した第1局は名人戦史上最短手数となる60手での決着であった。
2015年から始まった第1期叡王戦には参加しなかった。
第86期棋聖戦では豊島将之七段を迎えての防衛戦であった。2年連続タイトル挑戦で勢いに乗る豊島を3勝1敗で退けて防衛。大山十五世名人の棋聖7連覇の記録を塗り替え8連覇を達成。また、元王位の広瀬章人を挑戦者に迎えた第56期王位戦では、4勝1敗で盤石の防衛。そして第63期王座戦ではタイトル戦初登場の佐藤天彦を3勝2敗のフルセットで退けた。第65期王将戦リーグでは5勝1敗の成績で久保利明と並びプレーオフに進出。そして久保に勝ち、郷田真隆への挑戦権を獲得したが、2勝4敗で敗れた。
第9回朝日杯将棋オープン戦の決勝（2016年2月13日）で森内に勝利し、3連覇を達成。また、一般棋戦の通算優勝回数が44回となり、大山の記録に並んだ。

#### 2016年度
2016年度、第74期名人戦は佐藤天彦を挑戦者に迎え、1勝4敗で失冠。名人通算10期とはならなかった。
その後、第87期棋聖戦では羽生が苦手としていた永瀬拓矢を挑戦者に迎え、3勝2敗で防衛。自身の持つ棋聖戦連覇記録を9へと伸ばす。その後初タイトルを目指す木村一基を挑戦者に迎えた第57期王位戦七番勝負もフルセットで防衛。これにより25年連続の年度複数冠を達成。第64期王座戦五番勝負ではストレートで挑戦者の糸谷哲郎を破り、自身の持つ同一タイトル獲得記録を24期に伸ばした。第2期叡王戦に初参加、九段予選を勝ち上がり本戦に進出、準決勝で佐藤天彦名人に敗れた。

### 13年ぶりの一冠後退、永世七冠へ(2017年度)
2017年度、第88期棋聖戦では若手のホープ斎藤慎太郎七段を挑戦者に迎え、3勝1敗で防衛。自身の持つ棋聖戦連覇記録を10へと伸ばすとともに、自身3つ目のタイトル2桁連覇（王座・棋王・棋聖）を達成した。
第58期王位戦では棋聖戦挑戦者の斎藤と共に順位戦でB級1組へ昇級した菅井竜也七段を挑戦者に迎えた。菅井の振り飛車に苦戦し1勝4敗で失冠。続けて、第65期王座戦では4年ぶり2回目の挑戦となる中村太地六段を挑戦者に迎え、1勝3敗で失冠。自身13年ぶりとなる一冠に後退した。

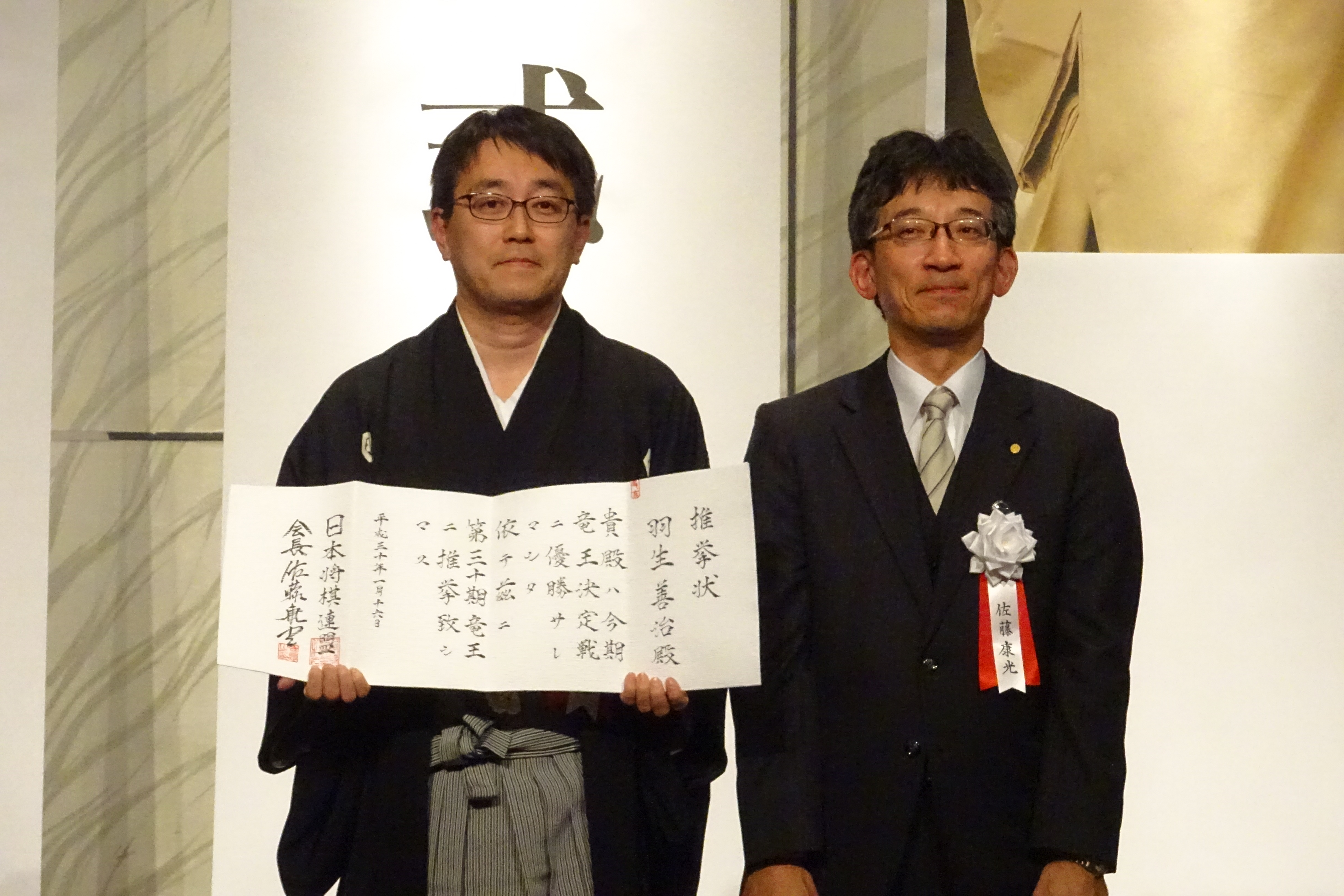
2018年1月 第30期竜王就位式。通算7期目の竜王位獲得により永世七冠の資格を得た羽生。日本将棋連盟会長佐藤康光とともに。

第30期竜王戦では挑戦者決定戦に進出し松尾歩八段を相手に2勝1敗で勝利。自身7年ぶりの竜王戦七番勝負登場を決めた。七番勝負では渡辺竜王を4勝1敗で破り15期ぶりに竜王位に復位し、永世竜王を獲得するとともに史上初の永世七冠となった。また、史上初の永世七冠を達成したことにより安倍晋三内閣総理大臣から棋士として初の国民栄誉賞を、囲碁棋士の井山裕太七冠と共に授与された。
また、竜王位の獲得により既に防衛していた棋聖と合わせて55日ぶりに二冠となり、26年連続の年度複数冠を達成。
第76期順位戦では、最終局を終えて6人が6勝4敗で並び、史上初の6人でのプレーオフとなった。A級2位の羽生は4回戦で豊島将之八段、5回戦(挑戦者決定戦)で稲葉陽八段を破り、自身17回目となる名人戦への出場を決めた。佐藤天彦名人との七番勝負は、第1局（2018年4月11日-12日）を97手にて勝利して、大山康晴十五世名人に次ぐ2人目の通算1400勝を最年少・最速・最高勝率で達成するも、番勝負の結果は2勝4敗に終わり、名人復位はならなかった。また、第66期王座戦では、決勝トーナメント1回戦で深浦康市九段に敗退し、26年続いた連続番勝負出場記録が途切れた。第89期棋聖戦では2勝3敗の末、豊島将之八段に敗れ棋聖位を失冠し再び竜王の一冠となった。

### 27年ぶりの無冠に(2018年度)
2018年度の第31期竜王戦七番勝負で挑戦者の広瀬章人八段を相手にフルセットの上、3勝4敗で敗れ1990年度(1991年)の棋王獲得以来27年ぶりの無冠となった。なお竜王戦第六局では、2日目（2018年12月13日）の12時7分に投了し竜王戦史上最速投了を記録（全棋戦でも史上4番目）して大敗している。この際、日本将棋連盟から「前竜王」を名乗るか意向を問われたが、「前竜王」を辞退して「九段」を名乗ることにした。一方、第68回NHK杯戦では、羽生本人も含めた羽生世代の棋士4人（羽生・森内俊之・丸山忠久・郷田真隆）が若手の強豪を退けてベスト4を占める中、羽生は準決勝で丸山、決勝で郷田を破り、NHK杯11回目の優勝と一般棋戦で大山康晴の44回を超える45回目の優勝を果たした。

### タイトル100期への挑戦（2019年度 - 2022年度）

#### 2019年度
2019年度は、5月23日に第60期王位戦挑戦者決定リーグで、谷川浩司九段に対し94手で勝利する。これにより、通算勝利数が1433勝となり大山康晴十五世名人が持つ最多勝利数記録に並び、1位タイとなった。また、王位戦挑戦者決定リーグ白組は羽生と永瀬拓矢叡王が共にリーグ4勝1敗でプレーオフとなり、133手で羽生が永瀬に勝利。通算勝利数歴代単独1位となる1434勝を達成した（対局数2027局、1434勝591敗 2持将棋、勝率0.708）。王位戦挑戦者決定戦では紅組優勝の木村一基九段に敗れ、挑戦権獲得を逃した。他棋戦でも第67期王座戦決勝トーナメントベスト4や第69期王将戦挑戦者決定リーグ進出・残留等と健闘するも、いずれもタイトル挑戦を逃し、30年間連続していたタイトル戦の番勝負出場も、31年目で途絶えることとなった。

#### 2020年度
2020年度は、第33期竜王戦1組ランキング戦で優勝すると、決勝トーナメントでも優勝し、史上初の50歳以上での竜王戦七番勝負登場を決めた。50歳以上でのタイトル戦登場は史上6人目である。勝てばタイトル通算100期となる竜王戦七番勝負では、豊島将之竜王から第2局で勝利を挙げるも対戦成績1勝4敗で敗れ、偉業は持ち越しとなった。羽生は七番勝負第4局の前日に無菌性髄膜炎による体調不良で入院となり、対局を延期（第5局を第4局として行う）するハプニングもあった。

#### 2021年度
2021年度は、第62期王位戦で挑戦者決定戦進出、第71期王将戦リーグ残留、第71回NHK杯ベスト4と健闘するも、公式戦の年間成績は14勝24敗に終わり、プロ入り36年目で初の年度負け越しとなった。また、2022年2月4日、第80期順位戦A級8回戦で永瀬拓矢王座に敗れ、成績が2勝6敗となり、最終9回戦を待たずに史上4位タイの29期連続（名人位9期を含む）で在籍していたA級からの陥落が決まった。

#### 2022年度
2022年度は、6月16日に第81期順位戦B級1組1回戦で山崎隆之八段に82手で勝利し、史上初の通算1500勝を達成した（特別将棋栄誉敢闘賞）。また、11月22日には第72期王将戦挑戦者決定リーグを6戦全勝で制し、2年ぶりのタイトル戦挑戦者となり、タイトル戦において藤井聡太王将と初対戦となったが、2勝4敗で敗れた。なお、この七番勝負の第二局は、将棋大賞の名局賞を受賞し、またこれらの活躍により、敢闘賞を受賞した。また、年間勝率も7年ぶりに6割を超えるなど復調ぶりが際立った。

### 日本将棋連盟会長に就任(2023年度 - )

#### 2023年度
2023年度は、第64期王位戦で紅組優勝を果たし、挑戦者決定戦に進出したが佐々木大地七段に敗れ、藤井聡太へのリベンジはならなかった。また、6月9日の棋士総会で理事として正式選出された後、理事会によって新会長に選任された。羽生の師匠である二上達也、二上の師匠である渡辺東一も会長経験者であり、渡辺の師匠である関根金次郎も現行の日本将棋連盟につながる将棋大成会・（旧）日本将棋連盟の会長経験者であることから、実質師弟四世代で連盟会長の経験者となる。2023年に創設された50歳以上の棋士による公式戦「第1回達人戦」において決勝戦で丸山忠久九段に勝利し、初代達人となった。各棋戦でコンスタントに結果を残していた一方、第37期竜王戦では1組ランキング戦初戦で久保利明九段に敗れ、5位決定戦でも初戦で丸山忠久九段に敗れ、32期連続で在籍した竜王戦1組(竜王在位含む)から陥落した。

#### 2024年度
2024年度は、第72期王座戦決勝トーナメント1回戦で佐藤康光九段と169回目の対局を行い、同一カードの対局回数で単独歴代2位に浮上した。この対局に勝利した羽生はその後挑戦者決定戦まで進出したが、永瀬拓矢九段に敗れ7期ぶりの五番勝負登場はならなかった。第83期順位戦B級1組では4勝8敗と苦戦し、B級2組への降級が決まった。また、年度勝率も3年ぶりに負け越しとなった。

## 棋風・評価
攻守ともに優れた居飛車党であり、急戦・持久戦問わず指しこなす。時折、振り飛車を採用することもある。あらゆる戦型を指しこなすことが知られる。小学生名人戦の出場時ですでに「(好きな戦法は)ありません。 なんでも指します」と述べている。
好きな駒は銀将で、理由は攻め、受けの要であるため。羽生が研究用に使っていた駒を譲り受けたライターによれば、柘植製の使い込まれた駒のうち、銀だけがすり減っていたという。
また、対局の中の様々な面で強さを発揮する。勝又清和は「大山の力強い受け、中原の自然流の攻め、加藤（一）の重厚な攻め、谷川の光速の寄せ、米長の泥沼流の指し回し、佐藤（康）の緻密流の深い読み、丸山の激辛流の指し回し、森内の鉄板流の受け、といった歴代名人の長所を状況に応じて指し手に反映させる‘歴代名人の長所をすべて兼ね備えた男’」としている。
終盤での絶妙の勝負手あるいは手渡し、他の棋士が思いつかないような独特な寄せ手順から逆転することは、主に若手時代、「羽生マジック」と呼ばれ、それを表題とした書籍も複数出版されている。
金銀を2三（後手なら8七）や8三（後手なら2七）に打った対局の勝率が高いと言われている。ここに金銀を打つのは、通常は勝ちづらいと考えられている手法である。このため棋界の一部では、これらのマス目は「羽生ゾーン」と呼ばれている。
著書『決断力』で「成長するために逃げずに敢えて相手の得意な戦型に挑戦する」との旨の発言をしている。
長年のライバルである森内俊之は、「彼の凄さは、周りのレベルも上げつつ、自分のレベルも上げるところにある。勝負の世界にいながら、周りとの差を広げることだけにこだわっていない」と語る。これと似た評価としては他に、観戦記者による「感想戦で羽生などは別の手順をすべて明らかにします。今後の対局もあるからバラすと損になるなどと考えない」などがある。
渡辺明は、「佐藤棋聖に敗れA級の羽生-谷川戦を観戦。あまりの名局に感動し動けない。トップ棋士の力を見た一日」、「羽生名人はどんな戦法も指せる」、「情熱大陸」の竜王戦密着取材では、第1局の羽生の勝ちに関して「あの状態（渡辺は羽生が攻めきれないと読んでいた）から勝てると読んでいたのは恐らく羽生さんだけじゃないかな…」と、ナレーションの「差を見せ付けられた」との声とともに語った。
深浦康市は2003年に、「（二冠に後退したが）羽生さんは今も最強だと思っています。羽生さんに比べると自分はまだまだ」と語っている。

## 人物
身長は172 cm。血液型はAB型。
妻は元俳優でNHK連続テレビ小説『京、ふたり』のヒロイン役を務めた畠田理恵である。婚約発表は1995年7月に行われた。1996年2月19日に畠田が駅で暴漢に襲われる事件が発生した。この事件は七冠達成から僅か5日後であったため、マスコミで大きく取り上げられた。挙式は1996年3月28日。1997年7月に長女、1999年11月に二女が誕生した。2024年4月15日、畠田はSNSにて結婚28年目で初めて結婚指輪（ティファニー製）をプレゼントされたことを明らかにした。羽生は「お待たせしました。これからもどうぞよろしくお願いします」と自身のSNSでコメントした。
両親は、互いの祖母が姉妹という再従姉弟の関係にあり、しかも同じ外資系会社に勤めていた職場結婚である。
お笑いタレントの歩子（旧芸名：ハブサービス、本名：羽生幸次郎）は従弟にあたる。
プロ棋士となってからも一時東京都立富士森高等学校に通う多忙な生活を送っており、試験は持ち前の記憶力で突破していたが出席日数が足りず、東京都立上野高等学校通信制に転入し、卒業。母は「将棋に専念させず高校に通わせたことを後悔した」と述べているが、羽生は逆に「あの時高校に通っていたおかげで将棋を嫌いにならずにすんだ。感謝している。」と述べている。
羽生家の先祖は代々、現在の鹿児島県の種子島に居住しており、1996年の七冠達成を記念して、親戚たちが建てた記念碑と記念樹が西之表市にある。
2021年5月、トップコートと業務提携したことが公表された。将棋関連の業務については従来通り日本将棋連盟が窓口となるが、将棋以外のイベント・広告等については同社が窓口となる。
基本的に携帯電話を持っていない。

## 対局関連の逸話

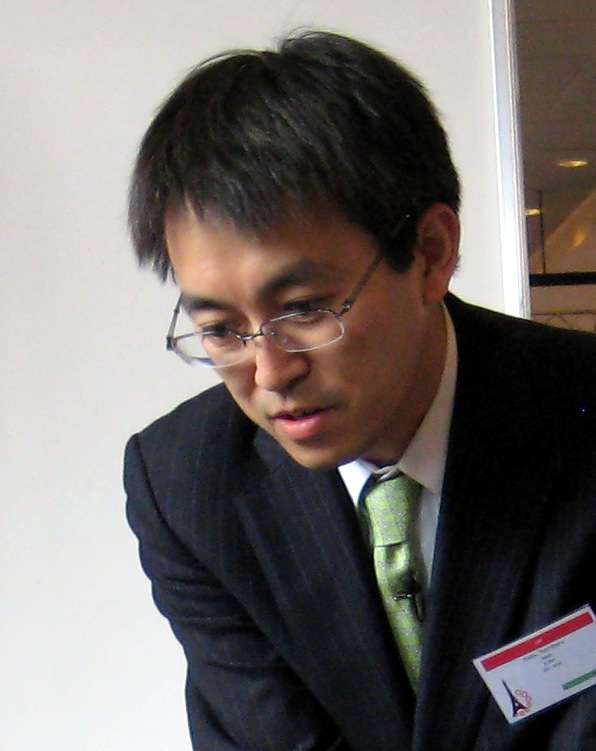
第5回国際将棋フォーラムにて（2011年）

### タイトル
初タイトルの竜王を失った1990年の竜王戦七番勝負は、谷川3連勝の後に羽生が1勝を返し、最終的に4-1で谷川が奪取した展開であったが、角番で1勝を挙げた第4局は、入玉模様ではなく攻め合いであったにもかかわらず、203手という長手数の激戦であった。この一局のことを、羽生は「それまでは、昇級・昇段・タイトル獲得という上だけを見ていたが、初めて後ろ向きで対局したという意味で、（将棋観を変えた最も）印象に残る一局」と語り、一方、谷川は「どちらが勝ってもおかしくない名局」、「4-0か4-1かというのは、その後のことを考えれば大きかったかもしれない」という旨を述べている。
永世称号資格の獲得では、棋界で序列最上位の竜王・名人の2つのみ、あと一歩となると足踏みしていた。永世名人資格の獲得は森内に2年連続で阻止され、その森内の方が先に獲得した（森内が十八世、羽生が十九世）。永世竜王資格の獲得は2002年に通算6期獲得で永世竜王まで残り1期としたが、その後森内に1度、渡辺に2度阻止された。2008年に渡辺明と戦った竜王戦は勝った方が初代永世竜王となるシリーズであったが、将棋史上初の3連勝4連敗で敗れた。著書『決断力』で「3連勝すると不安になり気の緩みが出る」との旨を述べている。しかし2017年に渡辺明から4勝1敗で奪取し、15年ぶりの竜王復位とともに永世竜王の資格を獲得した。
通算タイトル獲得期数の従来記録（大山の80期）更新に際しても足踏みを見せた。通算81期の新記録達成まであと一歩とするも、渡辺明（2011年王座戦）、森内（2012年名人戦挑戦）に連続阻止され、中村太地（2012年棋聖戦）への勝利で達成した。また、通算100期の大台達成も、あと1期のところで、佐藤天彦（2018年名人戦挑戦）、豊島（2018年棋聖戦）、広瀬（2018年竜王戦）に連続阻止され、27年ぶりの無冠になった。その後も豊島(2020年竜王戦挑戦)、藤井聡太(2023年王将戦挑戦)に敗れ、自身初のタイトル戦5連敗を喫するなどまだ通算100期を達成できていない。
2023年に創設された50歳以上の棋士による公式戦「第1回達人戦」に於いて決勝戦で丸山忠久に勝利し、初代達人となった。その際の表彰式では“将棋連盟会長たる羽生が、初代達人としての羽生に表彰を行う”形となったことが話題になった。

### 所作・習性
2003年の第51期王座戦では、タイトル戦初登場で19歳の渡辺明五段の挑戦を受け3-2で防衛したが、最終の第5局の終盤で羽生の手が震えて駒をまともに持てなかった。その後、一手のミスも許されない終盤で羽生の手が震えることが度々見られるようになったが、ほとんどの場合羽生の勝利が決定的になった局面のため、将棋界では「手が震えるのは羽生が勝ちを確信した時」と言われている。羽生自身も2008年の第66期名人戦第3局・対森内俊之名人戦での大逆転劇の際の話として「このように指せば勝てると道筋が見えた時、手が震えるようになった」と語っている。
プロデビューして間もない低段時代には、上目で相手をにらみつける（ように見える）「ハブにらみ」が相手を恐れさせたとされる。 
初めて竜王位に就いた1989年頃は、先輩棋士（自分より段位や実績が上の棋士）と対局する際、上座に座るべきか下座に座るべきか、毎局悩んでいたが、1990年に1期で竜王位を失って以降は、席次に関しては、タイトル保持者としてふさわしい行動をとるよう努め、それで反感を買っても仕方がない、という考えをとるようになった。その後1994年に、A級順位戦8回戦で中原誠（当時の肩書きは前名人で当該棋戦準称号保持者、また当該棋戦永世称号資格保持者）と対戦した際、羽生（当時王位・王座・棋王・棋聖の四冠）が上座についたことで物議をかもした。この件は「上座事件」と呼ばれることもある。これについて羽生は、それまでのリーグ戦の成績が、自分の方がよかったので勘違いした、と語っている。
相手が悪手を指すと不機嫌になると言われており、ため息をつく、ため息を聞いた相手は負けを意識する、そして勝ちを確信すると激しく手が震える 震えを見た相手は負けを確信してしまうとされる。
羽生が勝利した第57期王座戦第2局では、まだ難解な将棋を投了した挑戦者の山崎隆之に厳しい言葉を投げかけたと言われる。このときの姿は『将棋世界』2009年12月号（日本将棋連盟）の観戦記にも「羽生には勝利を喜ぶ、あるいは勝利に安堵するといった雰囲気は微塵もなく、がっかりしたように、いやもっと言えば、怒っているようにも見えたからだ。」と記されている。また、本人も「相手でも自分でも、どちらかが悪い手を指すと、もっとすごいものを作り出せそうなチャンスがなくなってしまった、ということですから。」と発言している。しかし、第25期竜王戦第2局(渡辺明-丸山忠久)の解説を務めた際に、視聴者からの質問としてこの件が取り上げられ、「私自身としてはそんなに厳しい口調で言ったというつもりは全くなかった。対局後に主催者が入室するまでの2、3分の間に、簡単な感想として「こういう手があったのではないか？」と軽く聞いたつもりだった。秒読みの緊迫した後だったので、見る人によってはそういう風に見えたのではないか」と発言している。

### 諸対局内容
初めての五冠王の頃は振り駒で先手を引き当てることが多く、「振り駒も強い」と言われた。1992年度と1993年度のタイトル戦における振り駒（第1局および最終局）は12回行われたが、すべて羽生が先手となった。
若手時代、NHK杯戦で先手番となったとき、▲2六歩△8四歩▲2五歩△8五歩という相掛かりの出だしの後、常識とされる5手目▲7八金を指すまでに若干の時間を使ったことがある。
1993年12月24日の対谷川戦（第63期棋聖戦五番勝負第2局）において、序盤で4四の歩のタダ取りを許す△4二角、さらには、いったん敵玉に迫っていた7九のと金を、香車を取るだけのために2手をかけて△8九、△9九と「退却」させるという、将棋の常識からかけ離れた奇手を指した。売られた喧嘩に谷川が応じる展開の乱戦となり、さらに終盤だけで80手ほどもある激戦となったが、羽生が勝利している。
1994年、初めて名人位を獲得した直後のNHK杯戦・対畠山鎮戦で、先手・畠山の初手▲2六歩に対して2手目△6二銀と指した。そして、10手目で△3四歩とするまで羽生の歩が1つも動かないという、極めて珍しい出だしとなった。まさに「名人に定跡なし」である（結果、羽生が勝利した）。また、ほぼ同時期に、先手の初手▲7六歩に対する2手目△6二銀も指しており、こちらは一度ならず何度も指している。これは、相手が振り飛車党の場合に、たまに用いられる作戦ではあるが、羽生が実戦で試した相手は、谷川浩司、郷田真隆、森下卓といった居飛車党である。羽生は「2手目△6二銀は損だが、どれぐらい損であるかを見極めるために指した。どれだけ損であるかがわかったので、もう指すことはない。」という旨を語っていた。なお、2手目△6二銀は、2018年の名人戦第6局・対佐藤天彦戦で、佐藤の初手▲2六歩に対して久々に指したものの、145手で羽生が敗れた。
1994年度第7期竜王戦の挑戦者決定戦対行方尚史で矢倉中飛車を採用し挑戦者になったことで、矢倉中飛車を得意戦法とし、『将棋世界』で連載を持っていた鈴木輝彦に、誌上で「羽生名人（当時）は義理堅い男である。」とし、「この戦法で挑戦者になったのなら、賞金の1%で必ず食事をご馳走してくれるだろう」という文章を掲載される（『将棋世界』1994年11月号）。それを読んだ羽生は『また使わせていただきます』という手紙とともに、フルーツ詰め合わせを送っている。
2001年9月1日の第14期竜王戦・挑戦者決定三番勝負第1局（対木村一基）、終盤の優勢な局面で135手目が大悪手となり頓死してしまった。もし神様から一手指し直す権利をもらったら、これをやり直したいと述べている。
2007年10月14日放送の第57回NHK杯戦、対中川大輔戦は、羽生が七冠のときのNHK杯戦決勝と同じ顔合わせとなったが、終盤で中川が自分の玉のトン死の筋に気づかず、羽生の逆転勝ちとなった。最後は歩1枚さえも余らない、ぴったりの詰み。解説の加藤一二三は「NHK杯戦史上に残る大逆転じゃないかな」と述べた。この時点で羽生が視聴したかは明確ではなかったが、「棋士 羽生善治」のロングインタビューの中で、ニコニコ動画の映像を視聴したと明かした。
2008年の第66期名人戦第3局（2008年5月8日－9日）において、検討陣の棋士達が森内俊之の勝ちと判断して検討を打ち切った後、敗勢から驚異的な粘りを見せて、最後の最後で森内のミスを誘い、大逆転勝利を挙げる。羽生自身はその後のインタビューの中で「ずっと不利を感じていて気持ちが萎えていたが、それからひたすら最善手を続けた結果、勝利を引き寄せたのではないか」と語っている。
史上初のネット公式棋戦である大和証券杯ネット将棋・最強戦の第2回、1回戦・渡辺明竜王との対局（2008年5月11日）において、マウス操作のミスによって、時間切れ負けをする。時間切れとなった局面は68手目、中盤から終盤への入り口でいちばん面白くなるところであり、しかも羽生優勢の局面であった。なお、これは羽生にとってデビュー以来初めての反則負けとしてマスコミに注目され、翌日の朝刊では一般紙や地方紙でも取り上げられた。
第67期名人戦七番勝負第1局の2日目（2009年4月10日）、対局中の羽生に対して観戦記者が扇子へのサインを求めるという珍事があった。羽生は44手目を考慮中であったが、記者の扇子にサインをした。この記者は朝日新聞社の嘱託を長くつとめた東公平で、この対局の観戦記の執筆を同社から委託されていた。同社は東に厳重注意をした。東は羽生とは昔から顔見知りであったため、その気安さもあってのことと言われている。当の羽生は永世七冠達成時の対談で「(テレビ中継の無い)昔の感覚で言うと全然変な話じゃない」と大山康晴らを引き合いにコメントした。

## チェス

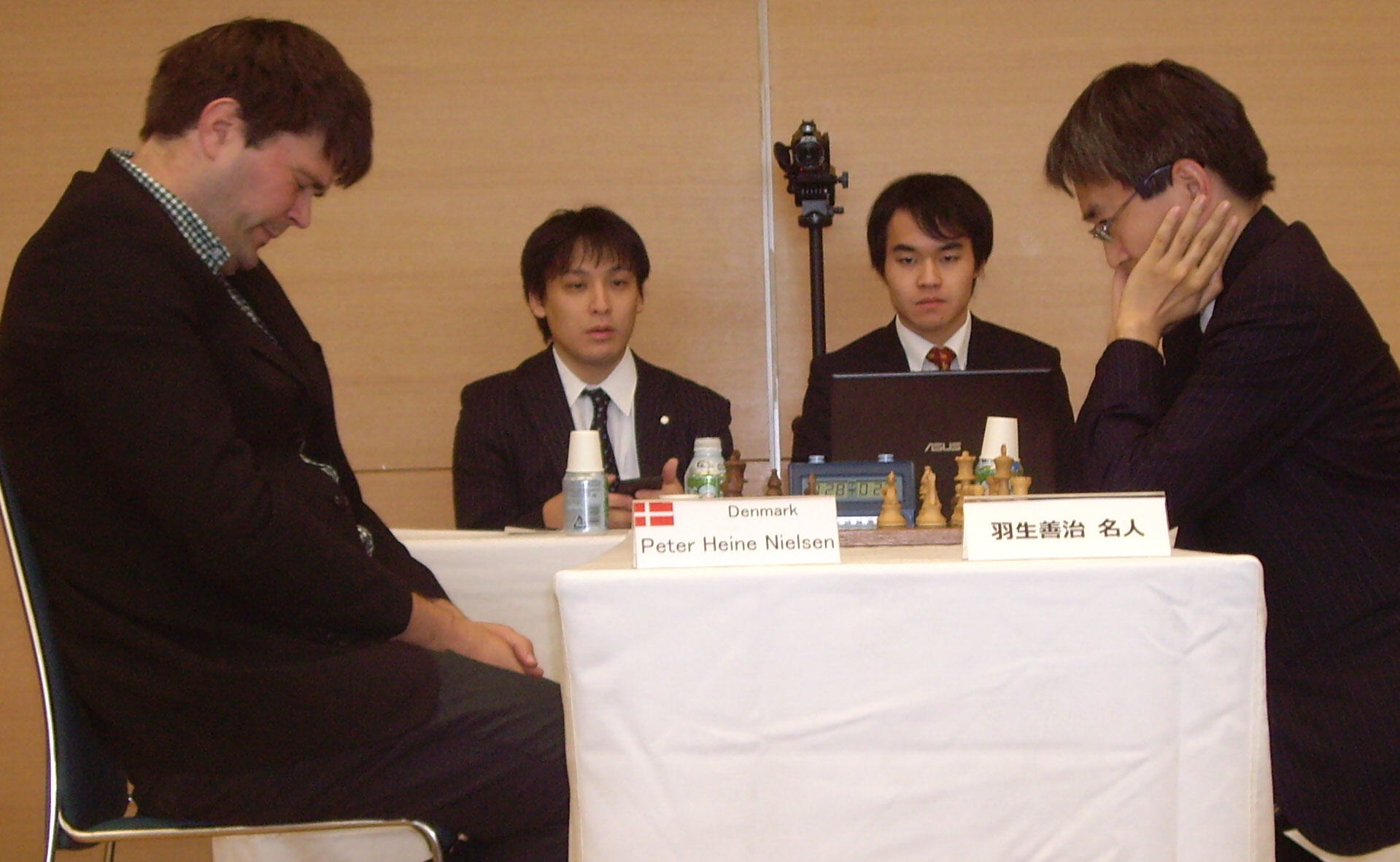
チェスに興じる羽生（国際将棋フォーラム2014）

チェスにおいては国際チェス連盟（FIDE）のタイトル（称号）でグランドマスター（GM）、インターナショナルマスター（IM）に次ぐ、FIDEマスター（FIDE Master, FM）位を有する、日本国内屈指の強豪である。現在では選手として競技会への参加は少なくなったが、国内でのチェスの普及や親善としてのイベント対局をこなしている。
海外のチェス大会に一人で出場するため、多忙な中で英語を勉強し、アメリカ、フランス、ドイツ、UAEなど各国の大会に出場した。2006年6月にフィラデルフィアで行われた「World Open」では、英語の取材に羽生自らが英語で応じており、その模様は公式サイトで公開されている。
チェスの魅力を将棋棋士の室岡克彦に22歳で教えられ、本でルール等を覚えた。実際にチェスをプレイし始めたのは七冠制覇前後の1996年頃、26歳とかなり遅く、日本在住のフランス人チェス講師、ジャック・ピノーから教わった。プレイといっても多忙のため月に1、2度の練習であった。将棋とチェスに関して羽生は「当初似ていると思っていたが、全然違う」と語った。
現在はチェスプレーヤーの小島慎也（IM、レーティング2400）と月に数回集中的な練習対局を行っている。
上記の将棋との混乱やチェスの開始時期が遅いこと、月1、2度という僅かな練習にもかかわらず、2年後の1998年3月に全日本百傑戦で単独優勝、9月のジャパンオープンでは1局敗れたものの4者同率優勝した。
1999年6月には、非公式の自由対局ながらIMのアルミラ・スクリプチェンコに2戦2勝。しかし、その夫（当時）であるGMのジョエル・ローティエに森内俊之、佐藤康光とともに3面指しで挑むも3人とも敗れた。2000年は将棋界で記録的な活躍をしていたにかかわらず、暇を見つけてシカゴで開催された「Chicago Open」に参加、これが海外大会初参加である。
また、2002年10月には再来日したGMのジョエル・ローティエに再び森内、佐藤とともに3面指しで挑むも羽生は敗れた（森内のみ引き分け）。
2004年には日本人として3人目となるFMの称号を獲得。以降、2007年5月までにほぼ年2回のペースで13回の海外大会に参加（うち2回は早指し戦）、2006年の「World Open」では5勝2分2敗で237人中38位となり、IM獲得への第一歩となる1度目のIMノームを達成した（日本人として3人目）。これらの大会で30分前後の早指し戦ではGMに3勝2敗1分と勝ち越している（但し、当時、早指しはレイティング対象とならなかった。現在は長時間のゲームとは別枠として計算されるようになった）。
2007年5月の時点でレイティングは2404と日本国内1位、世界ランキングは2796位、アジア圏のランキングは260位、日本チェス協会の国内称号である段位は六段とした。少ないながらも定期的に大会に出ては順調にレイティングを上げていたが、2007年5月から長期間、チェス大会へ出場しなくなり、2014年までFIDEからは「active player」（活動中の選手）の認定を受けなくなった。
これ以降もイベントでの対局は時折行い、2011年10月にはフランスで開催された国際将棋フォーラムで、アンドル＝エ＝ロワール県のヴィランドリー城でフランス国内チャンピオンのマキシム・バシエ・ラグラーブ（対局時の世界ランキング29位、レーティング2715）と、森内とともに2面指しの親善対局を行い、黒番（後手、一般的に不利とされる）を持ったが、チェックメイトの順を逃しての引き分けとなった（森内は敗れた）。バシエ・ラグラーブは両者について、「日本にこんな強い選手がいることにびっくりした」と感想を述べた。
2012年3月、全日本百傑戦に参加し単独優勝（5勝1分、5.5P/6R）を果たす。4月22日には都内で小島慎也とともに、GMで世界王者への挑戦経験もあるナイジェル・ショート（対局時の世界ランキング49位、レーティング2697）と、2面指しのエキシビション対局を行い、後手黒番を持って引き分けになった。
2012年9月14日、神戸で開催されたチェス・プロブレムの世界大会「WCCC2012」で、2011年に対局したバシエラグラーブ（対局時の世界ランキング50位、レーティング2697。将棋は1年前から始めた）と、将棋とチェスを同時に指すという変則ルールで公開対局を行った。ハンデとして羽生は将棋が飛車落ち、チェスは先手白番で、将棋に勝ちチェスは負けた。羽生はインタビューに「頭を切り替えて考える面白さがあった」とし、バシエラグラーブは「チェスと将棋が影響を及ぼし合えば面白い」と答えた。
2013年11月、ジャパンオープンで総合3位（5勝1分2敗、5.5P/8R）。12月には年末年始の休みを利用してポーランドに渡り、クラクフで開催された「第24回クラクフ国際チェスフェスティバル2013」に参加。6勝1分2敗（6.5P/9R）の成績を残し2度目のIMノームを達成した。6勝の中には、GMのBartłomiej Heberla（対局時のレーティング2561）から後手黒番で上げた1勝が含まれている。これにより2014年2月のFIDEレーティングで2415となり、「active player」へ復帰した（世界2459位、アジア230位）。
2014年11月28日、電王戦の特別企画で元世界王者のガルリ・カスパロフと先手後手を入れ替える早指し（25分）の二番勝負で対局したが、カスパロフが2連勝した。
将棋にチェスの手法を持ち込むこともあり、その一例として、AbemaTVの企画番組にて持ち時間配分で「フィッシャールール」を採用した将棋トーナメント戦を羽生が提案。2018年に「AbemaTVトーナメント Inspired by 羽生善治」として放送された。
2021年2月時点でレーティングは2399と日本国内2位、世界ランキングは3194位、アジア圏のランキングは393位。

## エピソード
普段は自然体で喋るが、インタビューなどでは「そうですね、あーのー、まぁー」などとゆっくり前置きをしながら、受け答えをする場合がある。
棋界唯一の1億円プレーヤーとなってから、タイトルを3つ所持程度ではスランプと言われる。 
対局時の寝癖がトレードマークとされる。結婚後は一時頻度が少なくなったが、2013年の王座戦第4局では「後頭部に見事な寝癖がついている。」と日本将棋連盟王座戦中継サイトに記録が残るなど、2010年代に入り再び寝癖が現れる機会が多くなった。演歌歌手・長山洋子の歌「たてがみ」は、寝癖になぞらえたタイトルのオマージュソングである。
チャトランガ系統のゲームは一通り出来る。囲碁は小学生の時にやっており、5級からは苦戦したものの初段になりやめた。ただ、プロ棋士になってから再度ルールを覚えており、酒の席などでたまに知り合いと碁を打つことがある。
漫画作品『月下の棋士』の主人公・氷室将介の圧倒的な強さと対局時のオーラは羽生をモデルにしていると、作者の能條純一が単行本最終巻に記している。但し、「羽田」という名前の眼鏡をかけた少年もスポットで登場している。
2006年11月に八王子市より八王子観光大使を委嘱される。
子供の頃公文式をしていたため、CMに起用されていたこともある。また、その頃から六冠になるまでを書いた本（マンガ形式）もある。
将棋を題材にしたテレビゲームの監修およびアドバイスを度々行っており、自身が登場するゲームソフトもある。詳細は下記節を参照。
好きな映画は小津安二郎監督の『東京物語』。また、小説では『氷点』（三浦綾子）を一時愛読していた。
ニコニコ動画について「楽しいんですよ。 いくらでも時間を費やせちゃう」と述べている。
基本的に弟子はとらない。
独身時は、収入の半分は寄付に使っていて、億の収入に税金を支払うと貯金はなしであった。

## 昇段履歴
- 1982年12月02日（12歳） - 6級で奨励会入会
- 1983年02月03日（12歳） - 5級 （9勝3敗）
- 1983年03月28日（12歳） - 4級 （6連勝）
- 1983年05月11日（12歳） - 3級 （6連勝）
- 1983年07月07日（12歳） - 2級 （6連勝）
- 1983年08月24日（12歳） - 1級 （6連勝）
- 1984年01月11日（13歳） - 初段 （12勝4敗）
- 1984年09月10日（13歳） - 二段 （14勝5敗）
- 1985年04月25日（14歳） - 三段 （12勝4敗）
- 1985年12月18日（15歳） - 四段 （13勝4敗）[注釈 8] ＝ プロ入り（当時史上3人目の「中学生棋士」）
- 1988年04月01日（17歳） - 五段 （順位戦C級1組昇級）
- 1989年10月01日（19歳） - 六段 （竜王挑戦）
- 1989年12月27日（19歳） - 六段 （竜王獲得〈第2期〉=タイトル1期）
- 1990年10月01日（20歳） - 七段 （竜王獲得1期）[注釈 47]
- 1991年03月18日（20歳） - 七段 （タイトル2期=第16期棋王獲得）
- 1992年09月22日（21歳） - 七段 （タイトル3期=第40期王座獲得）
- 1993年04月01日（22歳） - 八段 （順位戦A級昇級）
- 1994年04月01日（23歳） - 九段 （八段昇段・タイトル3期〈1992年9月22日達成〉）[注釈 48]

## 主な成績
※2023年4月3日現在

### タイトル・永世称号
登場・連覇の 太字 は歴代最多記録。
詳細は「年表」の項、タイトル戦戦績一覧を参照。他の棋士との比較は、タイトル獲得記録、将棋のタイトル在位者一覧を参照。
| タイトル                                                                                       | 獲得年度                               | 登場 | 獲得期数           | 連覇                | 永世称号        | （備考） |
| 竜王                                                                                           | 1989, 1992, 1994-1995, 2001-2002, 2017 | 16回 | 7期 (歴代2位)      | 2連覇               | 永世竜王 資格   |          |
| 名人                                                                                           | 1994-1996, 2003, 2008-2010, 2014-2015  | 17回 | 9期 (歴代3位)      | 3連覇 (※2度)        | 十九世名人 資格 |          |
| 王位                                                                                           | 1993-2001, 2004-2006, 2011-2016        | 23回 | 18期 (歴代1位)     | 9連覇 (歴代2位)     | 永世王位 資格   |          |
| 叡王                                                                                           | －                                     | 0    | －                 | －                  |                 |          |
| 王座                                                                                           | 1992-2010, 2012-2016                   | 26回 | 24期 (歴代1位)     | 19連覇 (歴代1位)    | 名誉王座 資格   |          |
| 棋王                                                                                           | 1990-2001, 2004                        | 17回 | 13期 (歴代1位)     | 12連覇 (歴代1位)    | 永世棋王 資格   |          |
| 王将                                                                                           | 1995-2000, 2002, 2004-2008             | 19回 | 12期 (歴代2位)     | 6連覇 (歴代2位タイ) | 永世王将 資格   |          |
| 棋聖                                                                                           | 1993前-1995, 2000, 2008-2017           | 20回 | 16期 (歴代1位タイ) | 10連覇 (歴代1位)    | 永世棋聖 資格   |          |
| 旧タイトル                                                                                     | 獲得年度                               | 登場 | 獲得期数           | 連覇                | 永世称号        | （備考） |
| 十段                                                                                           | －                                     | 0    | －                 | －                  |                 |          |
| タイトル戦登場 合計138回（歴代1位）、タイトル獲得 合計99期（歴代1位） （最新は2022年度王将戦） |                                        |      |                    |                     |                 |          |

| 01位 | 羽生善治* | 099期 | (138回) |
| 2位  | 大山康晴  | 80期  | (112回) |
| 3位  | 中原誠    | 64期  | (091回) |
| 4位  | 渡辺明*   | 31期  | (045回) |
| 5位  | 藤井聡太* | 30期  | (031回) |

| 6位  | 谷川浩司*                   | 27期        | (057回)         |
| 7位  | 米長邦雄                    | 019期       | (048回)         |
| 8位  | 佐藤康光*                   | 13期        | (037回)         |
| 9位  | 森内俊之*                   | 12期        | (025回)         |
| 10位 | 加藤一二三                  | 08期        | (024回)         |
|      | 木村義雄 (番勝負実施分のみ) | 08期 (05期) | (011回) (008回) |

| 01位 | 羽生善治* | 099期 | (138回) |
| 2位  | 大山康晴  | 80期  | (112回) |
| 3位  | 中原誠    | 64期  | (091回) |
| 4位  | 渡辺明*   | 31期  | (045回) |
| 5位  | 藤井聡太* | 30期  | (031回) |

| 6位  | 谷川浩司*                   | 27期        | (057回)         |
| 7位  | 米長邦雄                    | 019期       | (048回)         |
| 8位  | 佐藤康光*                   | 13期        | (037回)         |
| 9位  | 森内俊之*                   | 12期        | (025回)         |
| 10位 | 加藤一二三                  | 08期        | (024回)         |
|      | 木村義雄 (番勝負実施分のみ) | 08期 (05期) | (011回) (008回) |

### 一般棋戦優勝
通算46回 = 歴代1位
| 棋戦名                             | 優勝 回数 | 優勝年度                                                         | 備考                         |
| NHK杯テレビ将棋 トーナメント       | 11回      | 1988、1991、1995、1997-1998、2000、2008-2011、2018年度           | 名誉NHK杯選手権者 （史上初） |
| 朝日杯将棋オープン戦               | 05回      | 2009、2011、2013-2015年度                                        |                              |
| 銀河戦                             | 05回      | 2000-2001、2004、2006、2012年度                                  |                              |
| 将棋日本シリーズ                   | 05回      | 1991、1998、2003、2010-2011年度                                  |                              |
| 朝日オープン将棋選手権             | 07回      | 1990、1992、1998、2004-2007年度                                  | （終了棋戦）                 |
| オールスター勝ち抜き戦 (5連勝以上) | 04回      | 1988(6連勝)、1991(5連勝)、2000(16連勝、歴代1位)、2002年度(7連勝) | （終了棋戦）                 |
| 早指し将棋選手権                   | 03回      | 1992、1995、2002年度                                             | （終了棋戦）                 |
| 天王戦                             | 02回      | 1987-1988年度                                                    | （終了棋戦）                 |
| 若獅子戦                           | 02回      | 1987、1989年度                                                   | （終了棋戦）                 |
| 新人王戦                           | 01回      | 1988年度                                                         |                              |
| 達人戦立川立飛杯                   | 01回      | 2023年度                                                         |                              |
| 優勝回数 合計                      | 46回      | （2023年度 達人戦立川立飛杯まで）                                |                              |

詳細は、「年表」の項を参照。
なお、プロデビュー（1985年12月18日）以降に存在した、新進棋士の棋戦を除く一般棋戦のうち、優勝経験がないのは下記の3つ（但し、前身の棋戦は同一の棋戦と見なす）。
- 名将戦（1987年度で終了）
- 大和証券杯ネット将棋・最強戦（2007年創設、2012年度で終了）
- 叡王戦（一般棋戦時代、2015年 - 2016年度、第1期は不参加、タイトル戦「叡王戦」については「タイトル・永世称号」を参照）

#### 非公式戦優勝
通算8回 = 歴代1位
- 達人戦（非公式戦時代） 2回 : 2011、2012年度
- 銀河戦（非公式戦時代） 2回 : 1997、1998年度
- 若駒戦 1回 : 1985-1986年、準々決勝以降対局は四段昇段後
- IBM杯 1回 : 1992年度
- 全日空杯 1回 : 1992年度
- 獅子王戦 1回 : 2016年

### 将棋大賞
詳細は「年表」の項を参照。記録は次項を参照。

### 在籍クラス
| 開始 年度 | (出典)順位戦出典 | (出典)順位戦出典 | (出典)順位戦出典 | (出典)順位戦出典 | (出典)順位戦出典 | (出典)順位戦出典 | (出典)順位戦出典 | (出典)順位戦出典 | (出典)竜王戦出典 | (出典)竜王戦出典 | (出典)竜王戦出典 | (出典)竜王戦出典 | (出典)竜王戦出典 | (出典)竜王戦出典 | (出典)竜王戦出典 | (出典)竜王戦出典 | (出典)竜王戦出典 | (出典)竜王戦出典 |
| 開始 年度 | 期               | 名人             | A級              | B級              | B級              | C級              | C級              | 0                | 期               | 竜王             | 1組              | 2組              | 3組              | 4組              | 5組              | 6組              | 決勝 T           |                  |
| 開始 年度 | 期               | 名人             | A級              | 1組              | 2組              | 1組              | 2組              | 0                | 期               | 竜王             | 1組              | 2組              | 3組              | 4組              | 5組              | 6組              | 決勝 T           |                  |
| --- | ---------------- | ---------------- | ---------------- | ---------------- | ---------------- | ---------------- | ---------------- | ---------------- | ---------------- | ---------------- | ---------------- | ---------------- | ---------------- | ---------------- | ---------------- | ---------------- | ---------------- | ---------------- |
| 1986 | 45               |                  |                  |                  |                  |                  | C249             | 8-2              |                  | (棋戦創設前)     | (棋戦創設前)     | (棋戦創設前)     | (棋戦創設前)     | (棋戦創設前)     | (棋戦創設前)     | (棋戦創設前)     | (棋戦創設前)     | (棋戦創設前)     |
| 1987 | 46               |                  |                  |                  |                  |                  | C206             | 10-0             | 1                |                  |                  |                  |                  | 4組              |                  |                  | 1-1              | 5-0 (1位)        |
| 1988 | 47               |                  |                  |                  |                  | C119             |                  | 8-2              | 2                |                  |                  |                  | 3組              |                  |                  |                  | 5-0              | 4-0 (1位)        |
| 1989 | 48               |                  |                  |                  |                  | C102             |                  | 10-0             | 3                | 竜王             |                  |                  |                  |                  |                  |                  | --               | --               |
| 1990 | 49               |                  |                  |                  | B221             |                  |                  | 8-2              | 4                |                  | 1組              |                  |                  |                  |                  |                  | --               | 0-1/出0-1/残0-1  |
| 1991 | 50               |                  |                  |                  | B203             |                  |                  | 8-2              | 5                |                  |                  | 2組              |                  |                  |                  |                  | 4-1              | 4-0 (1位)        |
| 1992 | 51               |                  |                  | B112             |                  |                  |                  | 11-1             | 6                | 竜王             |                  |                  |                  |                  |                  |                  | --               | --               |
| 1993 | 52               |                  | A09              |                  |                  |                  |                  | 7-2              | 7                |                  | 1組              |                  |                  |                  |                  |                  | 4-0              | 1-1/出3-0        |
| 1994 | 53               | 名人             |                  |                  |                  |                  |                  | --               | 8                | 竜王             |                  |                  |                  |                  |                  |                  | --               | --               |
| 1995 | 54               | 名人             |                  |                  |                  |                  |                  | --               | 9                | 竜王             |                  |                  |                  |                  |                  |                  | --               | --               |
| 1996 | 55               | 名人             |                  |                  |                  |                  |                  | --               | 10               |                  | 1組              |                  |                  |                  |                  |                  | --               | 0-1/出0-1/残2-0  |
| 1997 | 56               |                  | A 01             |                  |                  |                  |                  | 6-3              | 11               |                  | 1組              |                  |                  |                  |                  |                  | 3-2              | 3-1 (2位)        |
| 1998 | 57               |                  | A 02             |                  |                  |                  |                  | 3-5              | 12               |                  | 1組              |                  |                  |                  |                  |                  | --               | 0-1/出1-1        |
| 1999 | 58               |                  | A 04             |                  |                  |                  |                  | 6-3              | 13               |                  | 1組              |                  |                  |                  |                  |                  | 4-0              | 3-1 (2位)        |
| 2000 | 59               |                  | A 03             |                  |                  |                  |                  | 6-3              | 14               |                  | 1組              |                  |                  |                  |                  |                  | 4-1              | 2-1/出1-0        |
| 2001 | 60               |                  | A 03             |                  |                  |                  |                  | 5-4              | 15               | 竜王             |                  |                  |                  |                  |                  |                  | --               | --               |
| 2002 | 61               |                  | A04              |                  |                  |                  |                  | 6-3              | 16               | 竜王             |                  |                  |                  |                  |                  |                  | --               | --               |
| 2003 | 62               | 名人             |                  |                  |                  |                  |                  | --               | 17               |                  | 1組              |                  |                  |                  |                  |                  | 1-1              | 1-1/出3-0        |
| 2004 | 63               |                  | A01              |                  |                  |                  |                  | 7-2              | 18               |                  | 1組              |                  |                  |                  |                  |                  | --               | 0-1/出1-1        |
| 2005 | 64               |                  | A 01             |                  |                  |                  |                  | 8-1              | 19               |                  | 1組              |                  |                  |                  |                  |                  | --               | 1-1/出0-1        |
| 2006 | 65               |                  | A 02             |                  |                  |                  |                  | 6-3              | 20               |                  | 1組              |                  |                  |                  |                  |                  | 1-1              | 2-1/出1-0        |
| 2007 | 66               |                  | A03              |                  |                  |                  |                  | 8-1              | 21               |                  | 1組              |                  |                  |                  |                  |                  | 5-1              | 0-1/出3-0        |
| 2008 | 67               | 名人             |                  |                  |                  |                  |                  | --               | 22               |                  | 1組              |                  |                  |                  |                  |                  | 1-1              | 2-1 (2位)        |
| 2009 | 68               | 名人             |                  |                  |                  |                  |                  | --               | 23               |                  | 1組              |                  |                  |                  |                  |                  | 4-0              | 2-1/出1-0        |
| 2010 | 69               | 名人             |                  |                  |                  |                  |                  | --               | 24               |                  | 1組              |                  |                  |                  |                  |                  | 0-1              | 2-1/出1-0        |
| 2011 | 70               |                  | A01              |                  |                  |                  |                  | 9-0              | 25               |                  | 1組              |                  |                  |                  |                  |                  | --               | 1-1/出1-1        |
| 2012 | 71               |                  | A01              |                  |                  |                  |                  | 8-1              | 26               |                  | 1組              |                  |                  |                  |                  |                  | 1-1              | 2-1/出1-0        |
| 2013 | 72               |                  | A01              |                  |                  |                  |                  | 8-1              | 27               |                  | 1組              |                  |                  |                  |                  |                  | 2-2              | 4-0 (1位)        |
| 2014 | 73               | 名人             |                  |                  |                  |                  |                  | --               | 28               |                  | 1組              |                  |                  |                  |                  |                  | 0-1              | 4-0 (1位)        |
| 2015 | 74               | 名人             |                  |                  |                  |                  |                  | --               | 29               |                  | 1組              |                  |                  |                  |                  |                  | --               | 0-1/出2-1        |
| 2016 | 75               |                  | A 01             |                  |                  |                  |                  | 6-3              | 30               |                  | 1組              |                  |                  |                  |                  |                  | 4-1              | 3-1 (2位)        |
| 2017 | 76               |                  | A02              |                  |                  |                  |                  | 6-4              | 31               | 竜王             |                  |                  |                  |                  |                  |                  | --               | --               |
| 2018 | 77               |                  | A 01             |                  |                  |                  |                  | 7-2              | 32               |                  | 1組              |                  |                  |                  |                  |                  | --               | 2-1/出1-0        |
| 2019 | 78               |                  | A 02             |                  |                  |                  |                  | 4-5              | 33               |                  | 1組              |                  |                  |                  |                  |                  | 3-1              | 4-0 (1位)        |
| 2020 | 79               |                  | A 05             |                  |                  |                  |                  | 4-5              | 34               |                  | 1組              |                  |                  |                  |                  |                  | 0-1              | 1-1/出2-0        |
| 2021 | 80               |                  | A 08             |                  |                  |                  |                  | 2-7              | 35               |                  | 1組              |                  |                  |                  |                  |                  | --               | 1-1/出0-1        |
| 2022 | 81               |                  |                  | B101             |                  |                  |                  | 6-6              | 36               |                  | 1組              |                  |                  |                  |                  |                  | 1-1              | 3-1 (2位)        |
| 2023 | 82               |                  |                  | B106             |                  |                  |                  | 7-5              | 37               |                  | 1組              |                  |                  |                  |                  |                  | --               | 0-1/出0-1        |
| 2024 | 83               |                  |                  | B105             |                  |                  |                  | 4-8              | 38               |                  |                  | 2組              |                  |                  |                  |                  | --               | -                |
| 2025 | 84               |                  |                  |                  | B201             |                  |                  | 暫定順位         | 39               | (開始前)         | (開始前)         | (開始前)         | (開始前)         | (開始前)         | (開始前)         | (開始前)         | (開始前)         | (開始前)         |
| 順位戦、竜王戦の 枠表記 は挑戦者。右欄の数字は勝-敗(番勝負/PO含まず)。 順位戦の右数字はクラス内順位 ( x当期降級点 / *累積降級点 / +降級点消去 ) 順位戦の「F編」はフリークラス編入 /「F宣」は宣言によるフリークラス転出。 竜王戦の 太字 はランキング戦優勝、竜王戦の 組(添字) は棋士以外の枠での出場。 |                  |                  |                  |                  |                  |                  |                  |                  |                  |                  |                  |                  |                  |                  |                  |                  |                  |                  |

### 年度別成績
| 年度             | 対局数 | 勝数 | 負数 | 持将棋 | 勝率   | (出典) |
| ---------------- | ------ | ---- | ---- | ------ | ------ | ------ |
| 1985年度         | 10     | 8    | 2    | -      | 0.8000 | [ 21 ] |
| 1986年度         | 54     | 40   | 14   | -      | 0.7407 | [ 21 ] |
| 1987年度         | 61     | 50   | 11   | -      | 0.8196 | [ 21 ] |
| 1988年度         | 80     | 64   | 16   | -      | 0.8000 | [ 21 ] |
| 1989年度         | 71     | 53   | 17   | 1      | 0.7571 | [ 21 ] |
| 1990年度         | 49     | 31   | 18   | -      | 0.6326 | [ 22 ] |
| 1985-1990 (小計) | 325    | 246  | 78   | 1      |        |        |
| 年度             | 対局数 | 勝数 | 負数 | 持将棋 | 勝率   | (出典) |
| 1991年度         | 67     | 51   | 16   | -      | 0.7611 | [ 23 ] |
| 1992年度         | 78     | 61   | 17   | -      | 0.7820 | [ 24 ] |
| 1993年度         | 63     | 44   | 19   | -      | 0.6984 | [ 25 ] |
| 1994年度         | 70     | 52   | 18   | -      | 0.7428 | [ 26 ] |
| 1995年度         | 55     | 46   | 9    | -      | 0.8363 | [ 27 ] |
| 1996年度         | 43     | 26   | 17   | -      | 0.6046 | [ 28 ] |
| 1997年度         | 60     | 43   | 17   | -      | 0.7166 | [ 29 ] |
| 1998年度         | 59     | 41   | 18   | -      | 0.6949 | [ 30 ] |
| 1999年度         | 42     | 31   | 11   | -      | 0.7380 | [ 31 ] |
| 2000年度         | 89     | 68   | 21   | -      | 0.7640 | [ 32 ] |
| 1991-2000 (小計) | 626    | 463  | 163  | -      |        |        |
| 年度             | 対局数 | 勝数 | 負数 | 持将棋 | 勝率   | (出典) |
| 2001年度         | 67     | 46   | 21   | -      | 0.6865 | [ 33 ] |
| 2002年度         | 74     | 50   | 24   | -      | 0.6756 | [ 34 ] |
| 2003年度         | 52     | 33   | 19   | -      | 0.6346 | [ 35 ] |
| 2004年度         | 78     | 60   | 18   | -      | 0.7692 | [ 36 ] |
| 2005年度         | 62     | 40   | 22   | -      | 0.6451 | [ 37 ] |
| 2006年度         | 51     | 34   | 17   | -      | 0.6666 | [ 38 ] |
| 2007年度         | 62     | 44   | 18   | -      | 0.7096 | [ 39 ] |
| 2008年度         | 65     | 44   | 21   | -      | 0.6769 | [ 40 ] |
| 2009年度         | 48     | 30   | 18   | -      | 0.6250 | [ 41 ] |
| 2010年度         | 57     | 43   | 14   | -      | 0.7543 | [ 42 ] |
| 2001-2010 (小計) | 616    | 424  | 192  | -      |        |        |
| 年度             | 対局数 | 勝数 | 負数 | 持将棋 | 勝率   | (出典) |
| 2011年度         | 63     | 44   | 19   | -      | 0.6984 | [ 43 ] |
| 2012年度         | 68     | 51   | 17   | -      | 0.7500 | [ 44 ] |
| 2013年度         | 62     | 42   | 20   | -      | 0.6774 | [ 45 ] |
| 2014年度         | 55     | 39   | 15   | 1      | 0.7222 | [ 46 ] |
| 2015年度         | 47     | 30   | 17   | -      | 0.6382 | [ 47 ] |
| 2016年度         | 49     | 27   | 22   | -      | 0.5510 | [ 48 ] |
| 2017年度         | 54     | 32   | 22   | -      | 0.5925 | [ 49 ] |
| 2018年度         | 52     | 29   | 23   | -      | 0.5576 | [ 50 ] |
| 2019年度         | 49     | 29   | 20   | -      | 0.5918 | [ 51 ] |
| 2020年度         | 46     | 25   | 21   | -      | 0.5434 | [ 52 ] |
| 2011-2020 (小計) | 545    | 348  | 196  | 1      |        |        |
| 1985-2020 (累計) | 2112   | 1481 | 629  | 2      |        |        |
| 年度             | 対局数 | 勝数 | 負数 | 持将棋 | 勝率   | (出典) |
| 2021年度         | 38     | 14   | 24   | -      | 0.3684 | [ 53 ] |
| 2022年度         | 51     | 33   | 18   | -      | 0.6470 | [ 54 ] |
| 2023年度         | 56     | 33   | 23   | -      | 0.5892 | [ 55 ] |
| 2024年度         | 44     | 21   | 23   | -      | 0.4772 | [ 56 ] |
| 2021-2024 (小計) | 189    | 101  | 88   | -      |        |        |
| 通算             | 2301   | 1582 | 717  | 2      | 0.6875 | [ 57 ] |
| 2024年度まで     |        |      |      |        |        |        |

### 記録（歴代1位）
- タイトル戦関連
  - 通算タイトル獲得 - 通算99期
  - タイトル戦登場回数 - 通算138回
  - タイトル奪取回数・失冠回数 - ともに通算22回[注釈 51]
  - タイトル保持連続日数 - 27年9か月（1991年3月18日棋王獲得 - 2018年12月21日竜王失冠）
  - 連続年度複数タイトル保持 - 連続27年（1992年度- 2018年度）
  - 同一タイトル獲得 - 通算24期（王座：1992-2010、2012-2016年）
  - 同一タイトル連覇 - 19連覇（王座：1992-2010年）
  - 同一タイトル戦連続登場回数 - 連続26回（王座：1992年-2017年）
  - 同一タイトル戦番勝負連勝 - 19連勝（王座：第52期第4局=2004年度 - 第58期第3局=2010年度）
  - 同一タイトル連続ストレート獲得 - 連続6期（王座：2005年度=第53期 - 2010年度）
  - 史上初の7冠（当時全冠）達成  - 1996年2月14日達成（1996年7月30日棋聖失冠まで）
  - タイトル戦における年長者側の最長年齢差勝利 - 31歳9か月差（第72期王将戦第2局=2022年度、対藤井聡太王将）
（※「タイトル戦における年長者側の最長年齢差対局」では史上2位記録、史上1位は第15期棋王戦の40歳2か月差）
  - 5つの十年代でのタイトル戦出場(1980年代〜2020年代)  ※大山康晴と並んで1位タイ
  - 最多永世称号タイトル獲得 - 7冠（永世竜王・永世名人・永世王位・名誉王座・永世棋王・永世棋聖・永世王将） ※史上初
  - 最多永世称号獲得 - 8つ（上記の永世七冠および一般棋戦の名誉NHK杯選手権者） ※史上初
  - 竜王復位最多回数 - 通算4回（1992年度=第5期、1994年度、2001年度、2017年度） ※史上初
  - 名人復位最多回数 - 通算3回（2003年度=第61期、2008年度、2014年度） ※史上初
  - A級順位戦全勝 - 9戦全勝（第70期=2011年度） ※史上3人目[注釈 52]
  - A級順位戦21連勝 - 第66期4回戦から第71期6回戦まで（間に名人3期含む）
  - 竜王戦1組通算在籍期数（竜王在位を含む） - 通算34期（第3期-4期、第6期-37期）
  - 竜王戦1組連続在籍期数（竜王在位を含む） - 連続32期（第6期-37期）
  - 王位リーグ通算在籍期数（王位在位を含む） - 通算32期（第34期-65期） ※継続中
  - 王位リーグ連続在籍期数（王位在位を含む） - 連続32期（第34期-65期） ※継続中
  - 王将戦 挑戦者決定リーグ全勝回数 - 2回 ※歴代1位タイ（佐藤康光と同数）
  - 王将戦 挑戦者決定リーグ最年長全勝達成 - 52歳[58]（第72期王将戦=2022年度） ※史上2位（43歳）の記録も羽生自身が保持。
- 優勝関連
  - 優勝回数 - 通算153回（タイトル戦99・一般棋戦46・非公式戦8）
  - 公式戦優勝回数 - 通算145回（タイトル戦99・一般棋戦46）
  - 非タイトル戦優勝回数 - 通算54回（一般棋戦46・非公式戦8）
  - 一般棋戦優勝回数 - 通算46回
  - 3つの元号での一般棋戦優勝(昭和、平成、令和)
  - 非公式戦優勝回数 - 通算8回（銀河戦2・達人戦2・若駒戦1・IBM杯1・全日空杯1・獅子王戦1）
  - NHK杯優勝回数 - 通算11回（第38回=1988年度、第41回、第45回、第47回-第48回、第50回、第58回-第61回、第68回） ※名誉NHK杯選手権者
  - NHK杯連続優勝 - 4連覇（2008=第58回 -2011年度）
  - オールスター勝ち抜き戦 - 16連勝（2000年=第20回）[注釈 53]
  - 銀河戦優勝回数 - 7回（1997=第5回 -1998、2000-2001、2004、2006、2012年度）
  - 朝日杯優勝回数 - 5回（2009=第3回、2011、2013、2014、2015年度）
- 将棋大賞関連
  - 最優秀棋士賞 - 22回
  - 最年少最優秀棋士賞 - 18歳（1988年度）
  - 最多勝利賞 - 14回
  - 年度最多勝利 - 68勝（2000年度）
  - 最多対局賞 - 12回
  - 年度最多対局 - 89局（2000年度）
  - 勝率第一位賞 - 7回
  - 連勝賞 - 5回
  - 名局賞 - 9回
  - 敢闘賞 - 1回
  - 年度記録4部門賞独占（最多対局、最多勝利、勝率一位、連勝） - 4回（1988、1989、1992、2000年度）[注釈 54]
- 高記録達成回数
  - 年度勝数60勝以上 - 4回（1988年度-64勝、1992年度-61勝、2000年度-68勝、2004年度-60勝）[注釈 55]
- 通算記録
  - 通算最多勝数：1561勝（2024年3月31日時点、更新中） - 大山康晴の記録「1433勝」を抜き歴代1位
  - 最多勝数記録更新時成績：対局数 2027対局、1434勝591敗 持将棋2、勝率0.708（2019年6月4日達成）[web 28]

| 通算記録                                                 | 勝数/負数   | 持  | 対局数 | 勝率                | 年齢                      | 四段昇段後              | 達成日                      |                                  |
| -------------------------------------------------------- | ----------- | --- | ------ | ------------------- | ------------------------- | ----------------------- | --------------------------- | -------------------------------- |
| 0100勝                                                   | 0100勝027敗 | -   | 0127局 | 0.7874              | 17歳6か月                 | 02年3か月               | 1988年04月16日              | [ web 83 ]                       |
| 0200勝                                                   | 0200勝053敗 | 1局 | 0254局 | 0.7905              | 19歳1か月                 | 03年11か月              | 1989年11月24日              | [ web 83 ]                       |
| 0300勝                                                   | 0300勝095敗 | 1局 | 0396局 | 0.7594              | 21歳7か月                 | 06年4か月               | 1992年04月27日              | [ web 83 ]                       |
| 0400勝                                                   | 0400勝128敗 | 1局 | 0529局 | 0.7575              | 23歳4か月                 | 08年2か月               | 1994年02月22日              | [ web 83 ]                       |
| 0500勝                                                   | 0500勝156敗 | 1局 | 0657局 | 0.7621              | 25歳5か月                 | 10年2か月               | 1996年03月08日              | [ web 83 ]                       |
| 0600勝                                                   | 0600勝209敗 | 1局 | 0810局 | 0.7416 (達成時最高) | 28歳4か月 (達成時最年少)  | 13年1か月 (達成時最速)  | 1999年02月10日 (史上20人目) | [ web 83 ]                       |
| 0700勝                                                   | 0700勝238敗 | 1局 | 0939局 | 0.7462              | 30歳4か月                 | 15年1か月               | 2001年02月02日              | [ web 83 ]                       |
| 0800勝                                                   | 0800勝283敗 | 1局 | 1084局 | 0.7386 (達成時最高) | 32歳4か月 (達成時最年少)  | 17年2か月 (達成時最速)  | 2003年02月23日 (史上11人目) | [ web 83 ]                       |
| 0900勝                                                   | 0900勝323敗 | 1局 | 1224局 | 0.7358              | 34歳6か月                 | 19年3か月               | 2005年04月13日              | [ web 83 ]                       |
| 1000勝                                                   | 1000勝373敗 | 1局 | 1374局 | 0.7283 (達成時最高) | 37歳2か月 (達成時最年少)  | 22年0か月 (達成時最速)  | 2007年12月20日 (史上8人目)  | [ web 83 ]                       |
| 1100勝                                                   | 1100勝420敗 | 1局 | 1521局 | 0.7236 (達成時最高) | 39歳8か月 (達成時最年少)  | 24年5か月 (達成時最速)  | 2010年06月01日 (史上7人目)  | [ web 7 ]                        |
| 1200勝                                                   | 1200勝459敗 | 1局 | 1660局 | 0.7233 (達成時最高) | 41歳10か月 (達成時最年少) | 26年8か月 (達成時最速)  | 2012年08月17日 (史上5人目)  | [ web 16 ]                       |
| 1300勝                                                   | 1300勝499敗 | 2局 | 1801局 | 0.7226 (達成時最高) | 44歳1か月 (達成時最年少)  | 28年11か月 (達成時最速) | 2014年11月20日 (史上4人目)  | [ web 20 ]                       |
| 1400勝                                                   | 1400勝565敗 | 2局 | 1967局 | 0.7124 (達成時最高) | 47歳6か月 (達成時最年少)  | 32年3か月 (達成時最速)  | 2018年04月12日 (史上2人目)  | [ web 23 ] [ web 84 ] [ web 85 ] |
| 1500勝                                                   | 1500勝654敗 | 2局 | 2156局 | 0.6963              | 51歳8か月                 | 36年5か月               | 2022年06月16日0 (史上初)    | [ web 42 ]                       |
| 表中の「持」はタイトル戦番勝負における「持将棋」対局数。 |             |     |        |                     |                           |                         |                             |                                  |

- 珍記録
  - 最年少竜王戦1組降級 - 20歳11か月23日（1991年9月20日）
  - タイトルホルダーでの最年少竜王戦1組降級 - 20歳11か月23日（1991年9月20日、当時棋王）
  - 将棋のタイトル戦七番勝負史上初の3連勝4連敗（2008年12月18日、第21期竜王戦第7局）
  - 名人戦敗退回数 - 8回[注釈 57]
  - 名人戦史上初のA級順位戦全勝者が名人位奪取失敗（2012年6月13日、第70期名人戦第6局）
  - 名人戦史上初の3期連続挑戦（2012(第70期)-2014年度）
  - A級で8勝をあげながらも名人挑戦ならず(2005年度(第64期))
  - 竜王戦敗退回数 - 9回[注釈 58][注釈 59]
  - 竜王戦史上最速投了記録 - 2日目12時7分投了（2018年12月13日、第31期竜王戦第6局2日目、対局者広瀬章人八段（当時））
  - 竜王・名人を持たない序列3位以下の棋士としては最多の五冠（2000年7月31日の棋聖獲得から2001年8月6日の棋聖失冠まで）
- 賞金関連
  - 獲得賞金・対局料ランキング首位 - 15年連続を含む23回（1993-1996、1998-2012、2014-2016、2018年）[注釈 60]

## 受賞・表彰
日本将棋連盟による表彰

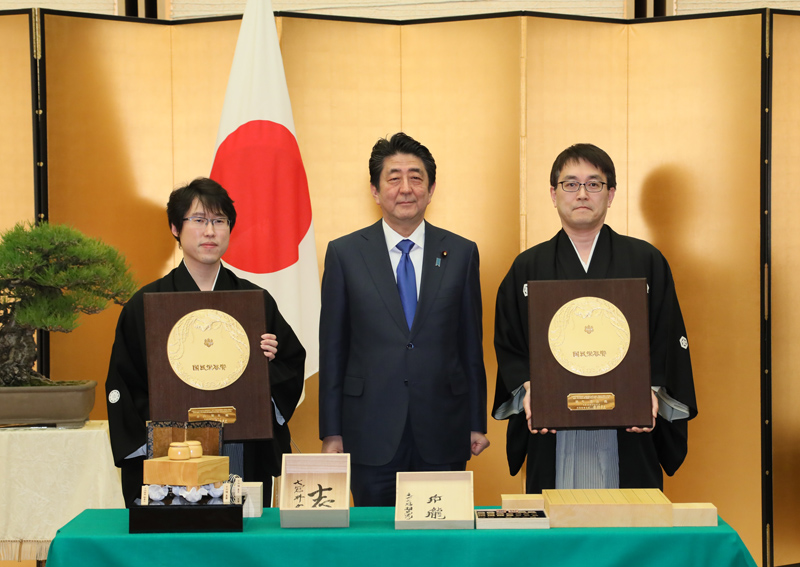
2018年2月13日、国民栄誉賞授与式にて、同時受賞者の井山裕太、内閣総理大臣安倍晋三と

- 1999年02月10日 - 将棋栄誉賞（公式戦通算600勝）
- 2003年02月23日 - 将棋栄誉敢闘賞（公式戦通算800勝）[web 5]
- 2007年12月20日 - 特別将棋栄誉賞（公式戦通算1000勝）[注釈 61][web 83]
- 2010年11月17日 - 現役勤続25年表彰 [web 86]
- 2012年08月17日 - 特別将棋栄誉賞（公式戦通算1200勝）[web 16]
- 2022年06月16日 - 特別将棋栄誉敢闘賞（公式戦通算1500勝）[web 42]

上記以外の受賞・表彰
- 1996年03月21日 - 内閣総理大臣顕彰 [59][60]
- 2003年10月00日 - 第16回日本メガネベストドレッサー賞
- 2008年10月10日 - 第56回菊池寛賞 [注釈 62]
- 2018年02月13日 - 国民栄誉賞 [61]
- 2018年11月03日 - 紫綬褒章 [62]
- 2024年03月23日 - 紺綬褒章 [63]

## 肩書き
昇段およびタイトルの獲得、 失冠等による肩書きの遍歴を記す。
（「継続中の日数」は閲覧日現在のもの。 文字 は全タイトル独占。）
| 日付            | 肩書き     | 日数             | その他の日数と保持タイトル             | その他の日数と保持タイトル            | その他の日数と保持タイトル | その他の日数と保持タイトル                               | 備考                                |          |
| --------------- | ---------- | ---------------- | -------------------------------------- | ------------------------------------- | -------------------------- | -------------------------------------------------------- | ----------------------------------- | -------- |
| 1985年12月18日  | 四段       | 836日            | －                                     | －                                    | －                         | －                                                       | 備考                                | プロ入り |
| 1988年04月01日  | 五段       | 549日            | －                                     | －                                    | －                         | －                                                       | 第46期順位戦C級1組昇級による昇段    |          |
| 1989年10月01日  | 六段       | 88日             | －                                     | －                                    | －                         | －                                                       | 五段昇段後竜王挑戦(第2期)による昇段 |          |
| 1989年12月27日  | 竜王       | 336日            | 段位以外 肩書日数 28年11か月 (10587日) | 336日                                 | 336日                      | 竜王                                                     | 竜王 獲得 第02期竜王戦              |          |
| 1990年11月27日  | 前竜王     | 112日            | 段位以外 肩書日数 28年11か月 (10587日) | －                                    | －                         | －                                                       | 竜王 失冠 第03期竜王戦              |          |
| 1991年03月18日  | 棋王       | 555日            | 段位以外 肩書日数 28年11か月 (10587日) | タイトル 連続在位 27年9か月 (10141日) | 555日                      | 棋王                                                     | 棋王 獲得 第16期棋王戦              |          |
| 1992年09月22日  | 二冠       | 107日            | 段位以外 肩書日数 28年11か月 (10587日) | タイトル 連続在位 27年9か月 (10141日) | 107日                      | 王座・棋王                                               | 王座 獲得 第40期王座戦              |          |
| 1993年01月06日  | 竜王       | 339日            | 段位以外 肩書日数 28年11か月 (10587日) | タイトル 連続在位 27年9か月 (10141日) | 195日                      | 竜王・王座・棋王                                         | 竜王 獲得 第05期竜王戦              |          |
| 1993年07月19日  | 竜王       | 339日            | 段位以外 肩書日数 28年11か月 (10587日) | タイトル 連続在位 27年9か月 (10141日) | 31日                       | 竜王・棋聖・王座・棋王                                   | 棋聖 獲得 第62期棋聖戦              |          |
| 1993年08月18日  | 竜王       | 339日            | 段位以外 肩書日数 28年11か月 (10587日) | タイトル 連続在位 27年9か月 (10141日) | 115日                      | 竜王・棋聖・王位・王座・棋王                             | 王位 獲得 第34期王位戦              |          |
| 1993年12月10日  | 四冠       | 180日            | 段位以外 肩書日数 28年11か月 (10587日) | タイトル 連続在位 27年9か月 (10141日) | 180日                      | 棋聖・王位・王座・棋王                                   | 竜王 失冠 第06期竜王戦              |          |
| 1994年06月07日  | 名人       | 186日            | 段位以外 肩書日数 28年11か月 (10587日) | タイトル 連続在位 27年9か月 (10141日) | 186日                      | 名人・棋聖・王位・王座・棋王                             | 名人 獲得 第52期名人戦              |          |
| 1994年12月09日  | 竜王・名人 | 722日            | 段位以外 肩書日数 28年11か月 (10587日) | タイトル 連続在位 27年9か月 (10141日) | 433日                      | 竜王・名人・棋聖・王位・王座・棋王                       | 竜王 獲得 第07期竜王戦              |          |
| 1996年02月14日  | 竜王・名人 | 722日            | 段位以外 肩書日数 28年11か月 (10587日) | タイトル 連続在位 27年9か月 (10141日) | 168日                      | 竜王・名人・棋聖・王位・王座・棋王・王将                 | 王将 獲得 第45期王将戦 全七冠独占   |          |
| 1996年07月30日  | 竜王・名人 | 722日            | 段位以外 肩書日数 28年11か月 (10587日) | タイトル 連続在位 27年9か月 (10141日) | 123日                      | 竜王・名人・王位・王座・棋王・王将                       | 棋聖 失冠 第67期棋聖戦              |          |
| 1996年11月29日  | 名人       | 195日            | 段位以外 肩書日数 28年11か月 (10587日) | タイトル 連続在位 27年9か月 (10141日) | 195日                      | 名人・王位・王座・棋王・王将                             | 竜王 失冠 第09期竜王戦              |          |
| 1997年06月11日  | 四冠       | 1147日           | 段位以外 肩書日数 28年11か月 (10587日) | タイトル 連続在位 27年9か月 (10141日) | 1147日                     | 王位・王座・棋王・王将                                   | 名人 失冠 第55期名人戦              |          |
| 2000年07月31日  | 五冠       | 372日            | 段位以外 肩書日数 28年11か月 (10587日) | タイトル 連続在位 27年9か月 (10141日) | 372日                      | 棋聖・王位・王座・棋王・王将                             | 棋聖 獲得 第71期棋聖戦              |          |
| 2001年08月06日  | 四冠       | 117日            | 段位以外 肩書日数 28年11か月 (10587日) | タイトル 連続在位 27年9か月 (10141日) | 117日                      | 王位・王座・棋王・王将                                   | 棋聖 失冠 第72期棋聖戦              |          |
| 2001年11月30日  | 竜王       | 537日            | 段位以外 肩書日数 28年11か月 (10587日) | タイトル 連続在位 27年9か月 (10141日) | 103日                      | 竜王・王位・王座・棋王・王将                             | 竜王 獲得 第14期竜王戦              |          |
| 2002年03月12日  | 竜王       | 537日            | 段位以外 肩書日数 28年11か月 (10587日) | タイトル 連続在位 27年9か月 (10141日) | 171日                      | 竜王・王位・王座・棋王                                   | 王将 失冠 第51期王将戦              |          |
| 2002年08月29日  | 竜王       | 537日            | 段位以外 肩書日数 28年11か月 (10587日) | タイトル 連続在位 27年9か月 (10141日) | 169日                      | 竜王・王座・棋王                                         | 王位 失冠 第43期王位戦              |          |
| 2003年02月13日  | 竜王       | 537日            | 段位以外 肩書日数 28年11か月 (10587日) | タイトル 連続在位 27年9か月 (10141日) | 36日                       | 竜王・王座・棋王・王将                                   | 王将 獲得 第52期王将戦              |          |
| 2003年03月20日  | 竜王       | 537日            | 段位以外 肩書日数 28年11か月 (10587日) | タイトル 連続在位 27年9か月 (10141日) | 62日                       | 竜王・王座・王将                                         | 棋王 失冠 第28期棋王戦              |          |
| 2003年05月20日  | 竜王・名人 | 192日            | 段位以外 肩書日数 28年11か月 (10587日) | タイトル 連続在位 27年9か月 (10141日) | 192日                      | 竜王・名人・王座・王将                                   | 名人 獲得 第61期名人戦              |          |
| 2003年11月27日  | 名人       | 198日            | 段位以外 肩書日数 28年11か月 (10587日) | タイトル 連続在位 27年9か月 (10141日) | 111日                      | 名人・王座・王将                                         | 竜王 失冠 第16期竜王戦              |          |
| 2004年03月16日  | 名人       | 198日            | 段位以外 肩書日数 28年11か月 (10587日) | タイトル 連続在位 27年9か月 (10141日) | 88日                       | 名人・王座                                               | 王将 失冠 第53期王将戦              |          |
| 2004年06月11日  | 王座       | 90日             | 段位以外 肩書日数 28年11か月 (10587日) | タイトル 連続在位 27年9か月 (10141日) | 90日                       | 王座                                                     | 名人 失冠 第62期名人戦              |          |
| 2004年09月08日  | 二冠       | 156日            | 段位以外 肩書日数 28年11か月 (10587日) | タイトル 連続在位 27年9か月 (10141日) | 156日                      | 王位・王座                                               | 王位 獲得 第45期王位戦              |          |
| 2005年02月10日  | 三冠       | 16日             | 段位以外 肩書日数 28年11か月 (10587日) | タイトル 連続在位 27年9か月 (10141日) | 16日                       | 王位・王座・王将                                         | 王将 獲得 第54期王将戦              |          |
| 2005年02月25日  | 四冠       | 380日            | 段位以外 肩書日数 28年11か月 (10587日) | タイトル 連続在位 27年9か月 (10141日) | 380日                      | 王位・王座・棋王・王将                                   | 棋王 獲得 第30期棋王戦              |          |
| 2006年03月11日  | 三冠       | 565日            | 段位以外 肩書日数 28年11か月 (10587日) | タイトル 連続在位 27年9か月 (10141日) | 565日                      | 王位・王座・王将                                         | 棋王 失冠 第31期棋王戦              |          |
| 2007年09月26日  | 二冠       | 266日            | 段位以外 肩書日数 28年11か月 (10587日) | タイトル 連続在位 27年9か月 (10141日) | 266日                      | 王座・王将                                               | 王位 失冠 第48期王位戦              |          |
| 2008年06月17日  | 名人       | 1101日           | 段位以外 肩書日数 28年11か月 (10587日) | タイトル 連続在位 27年9か月 (10141日) | 32日                       | 名人・王座・王将                                         | 名人 獲得 第66期名人戦              |          |
| 2008年07月18日  | 名人       | 1101日           | 段位以外 肩書日数 28年11か月 (10587日) | タイトル 連続在位 27年9か月 (10141日) | 608日                      | 名人・棋聖・王座・王将                                   | 棋聖 獲得 第79期棋聖戦              |          |
| (2009年08月00 ) | 名人       | 1101日           | 段位以外 肩書日数 28年11か月 (10587日) | タイトル 連続在位 27年9か月 (10141日) | 608日                      | 名人・王座・棋聖・王将                                   | （棋聖戦の序列変更）                |          |
| 2010年03月17日  | 名人       | 1101日           | 段位以外 肩書日数 28年11か月 (10587日) | タイトル 連続在位 27年9か月 (10141日) | 463日                      | 名人・王座・棋聖                                         | 王将 失冠 第59期王将戦              |          |
| 2011年06月22日  | 二冠       | 84日             | 段位以外 肩書日数 28年11か月 (10587日) | タイトル 連続在位 27年9か月 (10141日) | 84日                       | 王座・棋聖                                               | 名人 失冠 第69期名人戦              |          |
| 2011年09月13日  | 三冠       | 15日             | 段位以外 肩書日数 28年11か月 (10587日) | タイトル 連続在位 27年9か月 (10141日) | 15日                       | 王位・王座・棋聖                                         | 王位 獲得 第52期王位戦              |          |
| 2011年09月27日  | 二冠       | 373日            | 段位以外 肩書日数 28年11か月 (10587日) | タイトル 連続在位 27年9か月 (10141日) | 373日                      | 王位・棋聖                                               | 王座 失冠 第59期王座戦              |          |
| 2012年10月03日  | 三冠       | 596日            | 段位以外 肩書日数 28年11か月 (10587日) | タイトル 連続在位 27年9か月 (10141日) | 596日                      | 王位・王座・棋聖                                         | 王座 獲得 第60期王座戦              |          |
| 2014年05月21日  | 名人       | 742日            | 段位以外 肩書日数 28年11か月 (10587日) | タイトル 連続在位 27年9か月 (10141日) | 742日                      | 名人・王位・王座・棋聖                                   | 名人 獲得 第72期名人戦              |          |
| 2016年05月31日  | 三冠       | 457日            | 段位以外 肩書日数 28年11か月 (10587日) | タイトル 連続在位 27年9か月 (10141日) | 457日                      | 王位・王座・棋聖                                         | 名人 失冠 第74期名人戦              |          |
| 2017年08月30日  | 二冠       | 43日             | 段位以外 肩書日数 28年11か月 (10587日) | タイトル 連続在位 27年9か月 (10141日) | 43日                       | 王座・棋聖                                               | 王位 失冠 第58期王位戦              |          |
| 2017年10月11日  | 棋聖       | 56日             | 段位以外 肩書日数 28年11か月 (10587日) | タイトル 連続在位 27年9か月 (10141日) | 56日                       | 棋聖                                                     | 王座 失冠 第65期王座戦              |          |
| 2017年12月05日  | 竜王       | 382日            | 段位以外 肩書日数 28年11か月 (10587日) | タイトル 連続在位 27年9か月 (10141日) | 225日                      | 竜王・棋聖                                               | 竜王 獲得 第30期竜王戦              |          |
| 2018年07月17日  | 竜王       | 382日            | 段位以外 肩書日数 28年11か月 (10587日) | タイトル 連続在位 27年9か月 (10141日) | 158日                      | 竜王                                                     | 棋聖 失冠 第89期棋聖戦              |          |
| 2018年12月21日  | 九段       | 2393日 (11423日) | －                                     | －                                    | －                         | (左記括弧内は九段昇段日、 (1994年4月1日からの九段位日数) | 竜王 失冠 第31期竜王戦              |          |
| 現在            | 九段       | 2393日 (11423日) | －                                     | －                                    | －                         | (左記括弧内は九段昇段日、 (1994年4月1日からの九段位日数) | －                                  |          |

## 年表
| - タイトル戦は成績。人物名が書かれた部分は番勝負登場。 上段の氏名は対戦相手。うち、 太字L は敗退、 太字 はタイトル獲得（奪取または防衛）。 太字永 はタイトル獲得及び永世、名誉称号資格獲得。 太字全 は全タイトル独占。 下段は勝敗。o : 羽生の勝ち、x : 羽生の負け、j : 持将棋、s : 千日手指し直し － は棋戦不参加または開始前・終了後（該当年度未実施）の棋戦 - 一般棋戦 - 新人：新人王戦、天王：天王戦、若獅：若獅子戦、勝抜n：オールスター勝ち抜き戦（数字 n は連勝数）、早権：早指し将棋選手権、全日：全日本プロ将棋トーナメント、朝権：朝日オープン将棋選手権、朝杯：朝日杯将棋オープン戦、銀河：銀河戦、日シ：将棋日本シリーズ、NHK：NHK杯テレビ将棋トーナメント、達人：達人戦立川立飛杯 - 将棋大賞は次年度4月1日付公表分。 最優 : 最優秀棋士賞、優 : 優秀棋士賞、特 : 特別賞、 率 : 勝率一位賞、勝 : 最多勝利賞、対 : 最多対局賞、連 : 連勝賞、 新 : 新人賞、名局 : 名局賞、名特 : 名局賞特別賞、升 : 升田幸三賞、升特 : 升田幸三賞特別賞 殊勲：殊勲賞、技能：技能賞、敢闘：敢闘賞、旧敢：敢闘賞（旧） - 賞金&対局料は、年度区切りではなく1月 - 12月の集計。単位は万円。()内は順位。 の年は全棋士中1位。 - 備考 - 少：最年少記録 初：史上初の記録 |

| 年度        | 名人 4-6月           | 叡王 4-6月        | 棋聖 6-7月 12-2月     | 王位 7-9月             | 王座 9-10月          | 十段/竜王 10-12月                 | 王将 1-3月             | 棋王 2-3月            | 一般 棋戦 優勝                                                | 将棋大賞                                                      | 賞金& 対局料                                                  | 備考                                                                                         |
| 1986        | －                   | －                | －                    | －                     | －                   | －                                | 第36期 一次予選 敗退   | 第12期 予選敗退       |                                                               | 率 新                                                         |                                                               | プロ入りは1985年12月18日 （当時中学3年生）                                                   |
| 1986        | －                   | －                | 第49期 一次予選 敗退  | －                     | －                   | －                                | 第36期 一次予選 敗退   | 第12期 予選敗退       |                                                               | 率 新                                                         |                                                               | プロ入りは1985年12月18日 （当時中学3年生）                                                   |
| 1987        | 第45期 C級2組 C2残留 | －                | 二次予選 敗退         | 第28期 予選敗退        | 第35期 一次予選 敗退 | 〈十段戦〉 第26期 予選敗退        | 一次予選 敗退          | 本戦敗退              | 天王 若獅                                                     | 率 勝 旧敢                                                    |                                                               | 一般棋戦初優勝(若獅子戦) 全棋士参加棋戦初優勝(天王戦)                                        |
| 1987        | 第45期 C級2組 C2残留 | －                | 一次予選 敗退         | 第28期 予選敗退        | 第35期 一次予選 敗退 | 〈十段戦〉 第26期 予選敗退        | 一次予選 敗退          | 本戦敗退              | 天王 若獅                                                     | 率 勝 旧敢                                                    |                                                               | 一般棋戦初優勝(若獅子戦) 全棋士参加棋戦初優勝(天王戦)                                        |
| 1988        | C級2組 C1昇級        | －                | 一次予選 敗退         | 予選敗退               | 一次予選 敗退        | 〈竜王戦〉 第1期 4組優勝 本戦敗退 | 二次予選 敗退          | 本戦敗退              | NHK 天王 新人 勝抜6                                           | 最優 率 勝 対 連                                              |                                                               | 記録4部門独占初 NHK杯で4人の名人経験者を破って優勝                                           |
| 1988        | C級2組 C1昇級        | －                | 一次予選 敗退         | 予選敗退               | 一次予選 敗退        | 〈竜王戦〉 第1期 4組優勝 本戦敗退 | 二次予選 敗退          | 本戦敗退              | NHK 天王 新人 勝抜6                                           | 最優 率 勝 対 連                                              |                                                               | 記録4部門独占初 NHK杯で4人の名人経験者を破って優勝                                           |
| 1989        | C級1組 C1残留        | －                | 本戦敗退              | 予選敗退               | 二次予選 敗退        | 島朗 xjxoooxo                     | 二次予選 敗退          | 本戦敗退              | 全日 若獅                                                     | 最優 率 勝 対 連                                              | 1869                                                          | 19歳2か月でタイトル = 最年少（当時）                                                         |
| 1989        | C級1組 C1残留        | －                | 本戦敗退              | 予選敗退               | 二次予選 敗退        | 島朗 xjxoooxo                     | 二次予選 敗退          | 本戦敗退              | 全日 若獅                                                     | 最優 率 勝 対 連                                              | 1869                                                          | 19歳2か月でタイトル = 最年少（当時）                                                         |
| 1990        | C級1組 B2昇級        | －                | 一次予選 敗退         | 予選敗退               | 一次予選 敗退        | 谷川浩司 xxxoxL                   | 二次予選 敗退          | 南芳一 ooxo           |                                                               |                                                               | 5237                                                          |                                                                                              |
| 1990        | C級1組 B2昇級        | －                | 本戦敗退              | 予選敗退               | 一次予選 敗退        | 谷川浩司 xxxoxL                   | 二次予選 敗退          | 南芳一 ooxo           |                                                               |                                                               | 5237                                                          |                                                                                              |
| 1991        | B級2組 B2残留        | －                | 二次予選 敗退         | 予選敗退               | 本戦敗退             | 1組 2組降級                       | 挑決リーグ 陥落        | 南芳一 xooo           | 全日 NHK 日シ 勝抜5                                           | 旧敢                                                          | 2830                                                          |                                                                                              |
| 1991        | B級2組 B2残留        | －                | 本戦敗退              | 予選敗退               | 本戦敗退             | 1組 2組降級                       | 挑決リーグ 陥落        | 南芳一 xooo           | 全日 NHK 日シ 勝抜5                                           | 旧敢                                                          | 2830                                                          |                                                                                              |
| 1992        | B級2組 B1昇級        | －                | 本戦敗退              | 予選敗退               | 福崎文吾 ooo         | 谷川浩司 xsxoooxo                 | 挑決リーグ 残留        | 谷川浩司 sxoxoo       | 早権                                                          | 最優 率 勝 対 連                                              | 6197                                                          |                                                                                              |
| 1992        | B級2組 B1昇級        | －                | 本戦敗退              | 予選敗退               | 福崎文吾 ooo         | 谷川浩司 xsxoooxo                 | 挑決リーグ 残留        | 谷川浩司 sxoxoo       | 早権                                                          | 最優 率 勝 対 連                                              | 6197                                                          |                                                                                              |
| 1993        | B級1組 A級昇級       | －                | 谷川浩司 xooo         | 郷田真隆 oooo          | 谷川浩司 oxoo        | 佐藤康光 oxoxxxL                  | 挑決リーグ 残留        | 南芳一 ooo            |                                                               | 最優                                                          | 10063                                                         |                                                                                              |
| 1993        | B級1組 A級昇級       | －                | 谷川浩司 oossxxo      | 郷田真隆 oooo          | 谷川浩司 oxoo        | 佐藤康光 oxoxxxL                  | 挑決リーグ 残留        | 南芳一 ooo            |                                                               | 最優                                                          | 10063                                                         |                                                                                              |
| 1994        | 米長邦雄 oooxxo      | －                | 谷川浩司 oxoo         | 郷田真隆 ooxxxoo       | 谷川浩司 ooo         | 佐藤康光 oooxxo                   | 谷川浩司 xxooxosxL     | 森下卓 ooo永          |                                                               | 最優 勝                                                       | 11297                                                         | 六冠初 = 竜王戦 七冠は逃す = 王将戦 永世棋王初少（連続5期）                                  |
| 1994        | 米長邦雄 oooxxo      | －                | 島朗 ooo              | 郷田真隆 ooxxxoo       | 谷川浩司 ooo         | 佐藤康光 oooxxo                   | 谷川浩司 xxooxosxL     | 森下卓 ooo永          |                                                               | 最優 勝                                                       | 11297                                                         | 六冠初 = 竜王戦 七冠は逃す = 王将戦 永世棋王初少（連続5期）                                  |
| 年度        | 名人 4-6月           | 叡王 4-6月        | 棋聖 6-7月            | 王位 7-9月             | 王座 9-10月          | 竜王 10-12月                      | 王将 1-3月             | 棋王 2-3月            | 一般 棋戦 優勝                                                | 将棋大賞                                                      | 賞金& 対局料                                                  | 備 考                                                                                        |
| 1995        | 第53期 森下卓 ooxoo  | －                | 第66期 三浦弘行 ooo永 | 第36期 郷田真隆 xxoooo | 第43期 森雞二 ooo    | 第8期 佐藤康光 xoxooo             | 第45期 谷川浩司 oooo全 | 第21期 高橋道雄 ooo全 | NHK 早権                                                      | 最優 率 特別 勝                                               | 16597                                                         | 七冠初・全冠制覇（1996/02/14） 永世棋聖（通算5期）                                           |
| 1996        | 森内俊之 oooxo全     | －                | 三浦弘行 xooxxL       | 深浦康市 ooxoo         | 島朗 ooo永           | 谷川浩司 oxxxxL                   | 谷川浩司 oooo          | 森下卓 ooo            |                                                               | 最優                                                          | 16145                                                         | 七冠・全冠終了（1996/07/30） 名誉王座（連続5期）                                             |
| 1997        | 谷川浩司 xoxxoxL     | －                | 本戦敗退              | 佐藤康光 ooxoxo永      | 島朗 ooo             | 1組残留                           | 佐藤康光 ooxoo         | 郷田真隆 osoxo        | 全日 NHK                                                      |                                                               | 10182                                                         | 永世王位（連続5期） 賞金1位は谷川浩司                                                        |
| 1998        | A級 A級残留          | －                | 本戦敗退              | 佐藤康光 ooxoxo        | 谷川浩司 xxooo       | 1組準優勝 挑決敗退                | 森下卓 xoooo           | 佐藤康光 ooo          | NHK 日シ                                                      | 最優 対                                                       | 11466                                                         |                                                                                              |
| 1999        | A級 A級残留          | －                | 本戦敗退              | 谷川浩司 oooo          | 丸山忠久 oxoo        | 1組残留                           | 佐藤康光 oooo          | 森内俊之 oxoo         |                                                               | 最優                                                          | 7872                                                          |                                                                                              |
| 2000        | A級 A級残留          | －                | 谷川浩司 xoxoo        | 谷川浩司 oxoxoxo       | 藤井猛 xosxoo        | 藤井猛 xoxxooxL                   | 谷川浩司 oxooo         | 久保利明 ooxo         | 銀河 NHK 勝抜16                                               | 最優 率 勝 対 連                                              | 10595                                                         |                                                                                              |
| 2001        | A級 A級残留          | －                | 郷田真隆 oxxoxL       | 屋敷伸之 oooo          | 久保利明 ooxo        | 藤井猛 oxooo                      | 佐藤康光 xxoxoxL       | 佐藤康光 xooo         | 銀河                                                          | 最優                                                          | 11519                                                         |                                                                                              |
| 2002        | A級 A級残留          | －                | 本戦敗退              | 谷川浩司 xxxosxL       | 佐藤康光 ooo         | 阿部隆 ssooxxxoo                  | 佐藤康光 oooo          | 丸山忠久 ooxxxL       | 早権 勝抜7                                                    | 最優 勝 対                                                    | 11048                                                         |                                                                                              |
| 2003        | 森内俊之 oooso       | －                | 最終予選 敗退         | 谷川浩司 xxxoxL        | 渡辺明 oxxsoo        | 森内俊之 xxxxL                    | 森内俊之 xsoxxoxL      | 本戦敗退              | 朝権 日シ                                                     |                                                               | 12910                                                         |                                                                                              |
| 2004        | 森内俊之 xxoxoxL     | －                | 本戦敗退              | 谷川浩司 xoooo         | 森内俊之 ooxo        | 1組3位 本戦敗退                   | 森内俊之 oooo          | 谷川浩司 ooo          | 朝権 銀河                                                     | 最優 勝 対                                                    | 11272                                                         | 森内に3連続奪取され 一冠に後退 = 名人戦                                                      |
| 2005        | 森内俊之 oxxxooxL    | －                | 佐藤康光 oxxoxL       | 佐藤康光 xxooxoo       | 佐藤康光 sooo        | 1組残留                           | 佐藤康光 oooxxxo       | 森内俊之 xxoxL        | 朝権                                                          | 最優 対 連                                                    | 10391                                                         | 同一タイトル連覇新記録 （王座14連覇）                                                        |
| 2006        | A級 A級残留          | －                | 挑決敗退              | 佐藤康光 ooxxoo        | 佐藤康光 ooo         | 1組残留                           | 佐藤康光 sxoooxsxo永   | 本戦敗退              | 朝権 銀河                                                     | 優 名局                                                       | 9376                                                          | 永世王将（通算10期）                                                                         |
| 2007        | A級 A級残留          | －                | 本戦敗退              | 深浦康市 xxoxooxL      | 久保利明 ooo         | 1組3位 本戦敗退                   | 久保利明 ooxoo         | 佐藤康光 oxoxxL       |                                                               | 最優 勝 対 名局                                               | 8132                                                          | 通算1000勝達成（最年少・最速・最高勝率）                                                     |
| 2008        | 森内俊之 xoooxo永    | －                | 佐藤康光 xxooo        | 深浦康市 oxxxooxL      | 木村一基 ooo         | 渡辺明 oooxxxxL                   | 深浦康市 oxxoxoo       | 本戦敗退              | NHK                                                           | 最優 名局                                                     | 10711                                                         | 永世名人（通算5期・十九世名人） 永世六冠初                                                   |
| 2009        | 郷田真隆 oxoxxoo     | －                | 木村一基 oxxoo        | 挑決リーグ 残留        | 山崎隆之 ooo         | 1組準優勝 本戦敗退                | 久保利明 xoxxoxL       | 本戦敗退              | NHK 朝杯                                                      | 最優                                                          | 11278                                                         |                                                                                              |
| 2010        | 三浦弘行 oooo        | －                | 深浦康市 ooo          | 挑決敗退               | 藤井猛 ooo           | 渡辺明 xxooxxL                    | 挑決リーグ 残留        | 本戦敗退              | NHK 日シ                                                      | 最優 勝                                                       | 11576                                                         | 同一タイトル19連覇 = 王座戦 （6回連続ストレート防衛）                                        |
| 2011        | 森内俊之 xxxoooxL    | －                | 深浦康市 osoo         | 広瀬章人 xxooxoo       | 渡辺明 xxxL          | 1組3位 本戦敗退                   | 挑決リーグ 残留        | 本戦敗退              | NHK永 朝杯 日シ                                               | 最優 勝 対                                                    | 9886                                                          | 名誉NHK杯初                                                                                  |
| 2012        | 森内俊之 xoxoxxL     | －                | 中村太地 ooo          | 藤井猛 soxooo          | 渡辺明 xooso         | 1組残留                           | 挑決リーグ 残留        | 挑決敗退              | 銀河                                                          | 優 勝 対 名局 特別                                            | 9175                                                          | タイトル81期(史上最多)= 棋聖戦 通算1200勝達成（最年少・最速・最高勝率）                      |
| 2013        | 森内俊之 xxoxxL      | －                | 渡辺明 ooxo           | 行方尚史 ooxoo         | 中村太地 xoxsoo      | 1組3位 本戦敗退                   | 渡辺明 xxooxoxL        | 本戦敗退              | 朝杯                                                          | 優 勝 対 名局                                                 | 7281                                                          | 通算公式戦優勝125回(史上最多)= 棋聖戦 同一タイトル獲得21期(史上最多)= 王座戦 賞金1位は渡辺明 |
| 2014        | 森内俊之 oooo        | －                | 森内俊之 ooo          | 木村一基 xojooxo       | 豊島将之 ooxxo       | 1組優勝 挑決敗退                  | 挑決リーグ 残留        | 渡辺明 xxxL           | 朝杯                                                          | 最優 名局                                                     | 11499                                                         |                                                                                              |
| 2015        | 行方尚史 oxooo       | （第1期） 不参加  | 豊島将之 oxoo         | 広瀬章人 ooxoo         | 佐藤天彦 oxxoo       | 1組優勝 本戦敗退                  | 郷田真隆 xooxxxL       | 本戦敗退              | 朝杯                                                          | 最優 名特                                                     | 11900                                                         |                                                                                              |
| 2016        | 佐藤天彦 oxxxxL      | （第2期）         | 永瀬拓矢 sxoxoo       | 木村一基 xooxxoo       | 糸谷哲郎 ooo         | 1組残留                           | 挑決リーグ 陥落        | 本戦敗退              |                                                               | 優                                                            | 9150                                                          |                                                                                              |
| 2017        | A級 A級残留          | －                | 斎藤慎太郎 ooxo       | 菅井竜也 xxoxxL        | 中村太地 xxoxL       | 渡辺明 ooxoo永                    | 二次予選 敗退          | 本戦敗退              |                                                               | 最優 名局                                                     | 5070                                                          | 永世竜王（通算7期） 永世七冠初 賞金1位は渡辺明                                               |
| 2018        | 佐藤天彦 oxoxxxL     | 第3期 九段戦敗退  | 豊島将之 xoxoxL       | 挑決敗退               | 本戦敗退             | 広瀬章人 ooxxoxxL                 | 二次予選 敗退          | 本戦敗退              | NHK                                                           | 名局                                                          | 7552                                                          | 27年9か月ぶりの無冠 一般棋戦優勝45回(史上最多)= NHK杯                                        |
| 2019        | A級 A級残留          | 本戦敗退          | 本戦敗退              | 挑決敗退               | 本戦敗退             | 1組残留                           | 挑決リーグ 残留        | 本戦敗退              |                                                               |                                                               | 3999                                                          | 通算1434勝達成(史上最多)                                                                     |
| 2020        | A級 A級残留          | 九段戦敗退        | 二次予選 敗退         | 挑決リーグ 残留        | 本戦敗退             | 豊島将之 xoxxxL                   | 挑決リーグ 残留        | 本戦敗退              |                                                               |                                                               | 2491                                                          |                                                                                              |
| 2021        | A級 A級残留          | 九段戦敗退        | 二次予選 敗退         | 挑決敗退               | 二次予選 敗退        | 1組4位 本戦敗退                   | 挑決リーグ 残留        | 本戦敗退              |                                                               |                                                               | 3236                                                          |                                                                                              |
| 2022        | A級 B1降級           | 九段戦敗退        | 二次予選 敗退         | 挑決リーグ 残留        | 二次予選 敗退        | 1組残留                           | 藤井聡太 xoxoxxL       | 本戦敗退              |                                                               | 敢闘 名局                                                     |                                                               | 通算1500勝達成初                                                                             |
| 2023        | B級1組 B1残留        | 九段戦敗退        | 本戦敗退              | 挑決敗退               | 本戦敗退             | 1組2位 本戦敗退                   | 挑決リーグ 残留        | 本戦敗退              | 達人                                                          |                                                               | 2604                                                          |                                                                                              |
| 2024        | B級1組 B1残留        | 本戦敗退          | 二次予選 敗退         | 挑決リーグ 残留        | 挑決敗退             | 1組 2組降級                       | 挑決リーグ陥落         | 本戦敗退              |                                                               |                                                               | 1622                                                          |                                                                                              |
| 2025        | B級1組 B2降級        | 九段戦敗退        | 本戦                  | 挑決リーグ             | 本戦                 | 2組                               | 二次予選               | 本戦                  |                                                               |                                                               |                                                               |                                                                                              |
| 年度        | 名人 4-6月           | 叡王 4-6月        | 棋聖 6-7月            | 王位 7-9月             | 王座 9-10月          | 竜王 10-12月                      | 王将 1-3月             | 棋王 2-3月            | 一般 棋戦 優勝                                                | 将棋大賞                                                      | 賞金& 対局料                                                  | 備 考                                                                                        |
| タイトル 戦 | 出場17回 獲得09期    | 出場00回 獲得00期 | 出場20回 獲得16期     | 出場23回 獲得18期      | 出場26回 獲得24期    | 出場16回 獲得07期                 | 出場19回 獲得12期      | 出場17回 獲得13期     | タイトル戦 出場回数 合計 138回 タイトル＿ 獲得回数 合計 099期 | タイトル戦 出場回数 合計 138回 タイトル＿ 獲得回数 合計 099期 | タイトル戦 出場回数 合計 138回 タイトル＿ 獲得回数 合計 099期 | タイトル戦 出場回数 合計 138回 タイトル＿ 獲得回数 合計 099期                                |

## 著書

### 単著

#### 専門書
- 『ミラクル終盤術』日本将棋連盟、1991年。ISBN 9784839954345。　※『羽生のミラクル終盤術』へ改題。
- 『羽生の頭脳』全10巻、日本将棋連盟、1992年 - 1994年。ISBN 9784839935528。
- 『天才詰将棋』〈光文社将棋シリーズ〉、光文社、1993年。ISBN 9784334716592。
- 『羽生マジック』全2巻、日本将棋連盟、1996年 - 1998年。ISBN 9784839950767。
- 『羽生善治の戦いの絶対感覚』〈最強将棋塾〉、河出書房新社、2001年。ISBN 9784309275680。　※『羽生善治の将棋の教科書・実戦篇―戦いの絶対感覚』へ改題。
- 『羽生の奥義12』将棋を世界に広める会、2002年。ISBN 9784861370083。　※『上達するヒント』へ改題。
- 『羽生善治　好機の視点』〈小学館文庫〉、小学館、2003年。ISBN 9784094057515。
- 『羽生の法則』全6巻、日本将棋連盟、2003年 - 2007年。ISBN 9784839940478。
- 『羽生善治の終盤術』〈最強将棋21〉、全3巻、浅川書房、2005年 - 2006年。ISBN 9784861370113。
- 『読む将棋百科』河出書房新社、2009年。ISBN 9784309279220。　※『羽生善治の将棋辞典』へ改題。
- 『羽生対局から50問！投了図からの詰将棋』梧桐書院、2010年。ISBN 9784340160006。
- 『変わりゆく現代将棋』上・下、日本将棋連盟、2010年。ISBN 9784839934408。
- 『羽生善治の将棋の教科書』河出書房新社、2012年。ISBN 9784309273525。
- 『もっと羽生流！初段＋プラスの詰将棋150題』成美堂出版、2014年。ISBN 9784415317670。
- 『羽生善治の定跡の教科書』河出書房新社、2014年。ISBN 9784309275116。
- 『羽生善治の手筋の教科書』河出書房新社、2015年。ISBN 978-4-309-27639-7。
- 『羽生善治の将棋　序盤〜中盤―強くなる指し方』成美堂出版、2015年。ISBN 9784415320984。
- 『羽生善治の将棋　終盤―勝つための指し方』成美堂出版、2017年。ISBN 9784415323121。
- 『羽生善治の将棋「次の一手」150題』成美堂出版、2017年。ISBN 9784415324135。

#### 入門書
- 『羽生善治の将棋ビギナーズバイブル』全3巻、日本将棋連盟、1996年。ISBN 9784839964870。　※『楽しく覚えよう！将棋ビギナーズガイド』へ改題。
- 『羽生善治の将棋入門　ジュニア版』全5巻、河出書房新社、2002年。ISBN 9784309276403。
- 『羽生善治の将棋を始めたい人のために』成美堂出版、2011年。ISBN 9784415310961。
- 『羽生善治の将棋入門』日本将棋連盟、2011年。ISBN 9784416315156。

#### 一般書
- 『簡単に、単純に考える』PHP研究所、2001年。ISBN 9784569662817。
- 『挑戦する勇気』〈朝日選書〉、朝日新聞社、2002年。ISBN 9784022618887。　※『将棋から学んできたこと―これからの道を歩く君へ』へ改題。
- 『決断力』〈角川oneテーマ21〉、角川書店、2005年。ISBN 9784047100084。
- 『［図解］羽生善治の頭脳強化ドリル―直感力、集中力、決断力、構想力を鍛える』PHP研究所、2007年。ISBN 9784569659176。
- 『結果を出し続けるために』日本実業出版社、2010年。ISBN 9784534047786。
- 『羽生善治の思考』ぴあ、2010年。ISBN 9784569679532。　※『捨てる力』へ改題。
- 『大局観―自分と闘って負けない心』〈角川oneテーマ21〉、角川書店、2011年。ISBN 9784047102767。
- 『40歳からの適応力』〈扶桑社新書〉、扶桑社、2011年。ISBN 9784594073169。　※『適応力』へ改題。
- 『才能とは続けられること』PHP研究所、2012年。ISBN 9784569782065。
- 『直感力』〈PHP新書〉、PHP研究所、2012年。ISBN 9784569804897。
- 『迷いながら、強くなる』三笠書房、2013年。ISBN 9784837984115。
- 『羽生善治　闘う頭脳』〈文春文庫〉、文藝春秋、2016年。ISBN 9784167905835。
- 『永世七冠　羽生善治』宝島社、2018年。ISBN 9784800282163。
- 『瞬間を生きる』PHP研究所、2018年。ISBN 9784569840758。

### 共著・監修書（主要）
- 『盤上の海、詩の宇宙』河出書房新社、1997年。ISBN 9784309263199。　※吉増剛造と共著。
- 『先を読む頭脳』新潮社、2006年。ISBN 9784101374710。　※伊藤毅志・松原仁と共著。
- 『勉強について、私たちの考え方と方法』PHP研究所、2007年。ISBN 9784569693521。　※小山政彦と共著。
- 『勝ち続ける力』大和書房、2009年。ISBN 9784101374727。　※柳瀬尚紀と共著。
- 『自分の頭で考えるということ』新潮社、2010年。ISBN 9784479305934。　※茂木健一郎と共著、『考える力』へ改題。
- 『人間の未来 AIの未来』講談社、2018年。ISBN 9784062209724。　※山中伸弥と共著

## 関連書
- 飛矢正順 『四人の名人を破った少年』 （評伝社、1990年） ISBN 978-4893718150
- 月刊将棋世界編 『月刊将棋世界 臨時増刊号 竜王、羽生善治。』 （日本将棋連盟、1990年）
- 森雞二 『羽生善治妙技伝』 （木本書店、1993年） ISBN 978-4905689430
- 大矢順正 『羽生善治 天才棋士、その魅力と強さの秘密』 （勁文社、1994年） ISBN 978-4766921052
- 高橋美幸原作・まきのまさる画 『まんが羽生善治物語』 （くもん出版、1995年） ISBN 978-4875769934
- 田中寅彦 『羽生善治 神様が愛した青年』 （ベストセラーズ・ワニ選書、1996年） ISBN 978-4584191286
- 大崎善生他編 『月刊将棋世界 臨時増刊号 七冠王、羽生善治。』 （日本将棋連盟、1996年）
- 炬口勝弘 『七冠王 羽生善治 α波頭脳の秘密』 （マガジンハウス、1996年） ISBN 978-4838707379
- 万代勉他 『しなやかな天才たち イチロー・武豊・羽生善治』 （アリアドネ企画、1996年） ISBN 978-4384023152
- 日浦市郎 『羽生善治名人位防衛戦の舞台裏 羽生vs森内 七番勝負での強さの秘密』 （エール出版社、1996年） ISBN 978-4753915903
- 大矢順正 『羽生善治・頭の鍛え方－いかにして｢考える力｣｢集中力｣をつけるか』 （三笠書房・知的生きかた文庫、1996年） ISBN 978-4837908197
- 七冠研究記者会 『強すぎる天才・羽生善治の謎』 （本の森出版センター、1996年） ISBN 978-4876932931
- 大内延介 『子どものための｢超｣集中記憶術－羽生善治に学ぶ』 （講談社、1997年） ISBN 978-4062086509
- 保坂和志 『羽生 21世紀の将棋』 （朝日出版社、1997年） ISBN 978-4255970141
- 小室明 『天才羽生善治神話 谷川光速流との対決』 （三一書房・三一将棋シリーズ、1997年） ISBN 978-4380972881
- 椎名龍一 『羽生善治 夢と、自信と。』 （学習研究社、2006年） ISBN 978-4052026447
- 梅田望夫 『シリコンバレーから将棋を観る 羽生善治と現代』 （中央公論新社、2009年） ISBN 978-4120040283
- 山田史生 『最強棋士 羽生善治－天才の育ちと環境』 （思文出版、2009年） ISBN 978-4898063347
- 別冊宝島1666 『羽生善治・考える力－人生を変える史上最強棋士の｢思考法｣』 （宝島社、2009年） ISBN 978-4796674157
- 梅田望夫 『どうして羽生さんだけが、そんなに強いんですか？－現代将棋と進化の物語』 （中央公論新社、2010年） ISBN  978-4120041778

ほか多数

## ゲーム
- 羽生名人のおもしろ将棋（スーパーファミコン用ソフト、1995年発売、トミー）
- 『最強羽生将棋』 （NINTENDO 64用ソフト、1996年6月発売、羽生善治名人[注釈 63]監修・日本将棋連盟推薦）
- 羽生善治将棋で鍛える「決断力」DS（ニンテンドーDS用ソフト、2009年3月12日発売、アイデス)[web 87]
- 『羽生将棋』 （スマートフォン向けアプリケーション[web 88][web 89][web 90]、羽生善治永世名人監修・日本将棋連盟推薦）
- 『激指デラックス　名人戦道場』（2013年7月19日、マイナビ）※パソコン用ソフト
- 『将棋レボリューション 激指13』（2013年12月13日、マイナビ）※パソコン用ソフト
- 『将棋レボリューション 激指15』（2019年7月8日、マイナビ）※パソコン用ソフト

## 出演

### テレビ番組
- NHK総合 『プロフェッショナル 仕事の流儀』「直感は経験で磨く」 （2006年7月13日放送）[web 91]
- NHK総合 『プロフェッショナル 仕事の流儀』「ライバルスペシャル 最強の二人、宿命の対決 名人戦 森内俊之vs羽生善治」 （2008年7月15日放送）
- NHK総合 『爆笑問題のニッポンの教養』FILE：108「本当の強さって何？」 （2010年4月27日放送）
- NHK総合 『クローズアップ現代』「学びをあきらめない－74歳老棋士・最後の闘い」 （2010年7月8日放送） ※有吉道夫に関する内容
- 日本テレビ 『アナザースカイ』 （2011年12月9日放送）
- ヒストリーチャンネル 『20世紀のファイルから』「棋士列伝」
- 日本テレビ 『世界一受けたい授業』 （2007年3月3日放送） ※講師として出演
- NHK総合 連続テレビ小説『ふたりっ子』 ※本人役でスポット出演
- NHK教育 『ETV特集』「七冠王・羽生善治 将棋の宇宙を語る」 （1996年2月16日放送）
- NHK教育 『未来潮流』「羽生善治・吉増剛造 盤上の海・詩の宇宙」 （1997年1月18日放送）
- NHK教育 『趣味悠々』「羽生善冶の将棋はむずかしくない！」 （1997年放送）
- NHK BShi 『100年インタビュー』 （2008年10月2日放送）
- NHK BS2 『大逆転将棋』
- NHK総合 『NEWS WEB』「史上最速1300勝」 （2014年11月21日放送）
- BSフジ 『五木寛之｢風のCafe｣』 （2014年12月6日放送)
- NHK BSプレミアム『盤上のアルファ』（2019年2月3日）※第1話、本人役[64]
- NHK BS1『ザ・ヒューマン 羽生善治 天才棋士 50歳の苦闘』（2021年2月20日放送）
- テレビ朝日『徹子の部屋』（1995年5月3日、2022年11月2日[65]）
- テレビ東京『世界！ニッポン行きたい人応援団』（2022年11月21日[66][67]）

ほか多数

### ラジオ
- 王手！最後のお願い（2020年1月1日、NHKラジオ第1）[68]
- TBSラジオ「Meet Up」（2022年9月17日[69]、9月24日[70]）

### ウェブテレビ
- 電王戦×TOYOTA「リアル車将棋」（2005年2月8日、3月1日、ニコニコ生放送）※3月は特別編[71]

### CM
- 明治乳業 - 「明治ブルガリアヨーグルト」
- キリンビール - 「秋味」
- 日本公文教育研究会 - 「公文式」[72][73] ※田中寅彦との共演もあり。田中寅彦#エピソードも参照。
- ネスレ日本 - 「ネスカフェ 匠」
- サントリーウエルネス - 「DHA&EPA+セサミンEX」 ※ヴァイオリニストの高嶋ちさ子と共演[74]
- 森永製菓 - 「inゼリーエネルギーブドウ糖」 ※女優の秋田汐梨と共演[75]
- 富士フイルム - 「お正月を写そう♪」 ※俳優の横浜流星、広瀬すず、将棋棋士の藤井聡太と共演[76]
- 丸大食品 - 「丸大の夏ギフト 贈るは、この一手」[77]

## 羽生善治役の演者
羽生善治の役を演じた俳優
- 東出昌大 - 映画『聖の青春』（2016年、監督：森義隆、原作：大崎善生）
- 土屋伸之（ナイツ） - ドラマ『うつ病九段』（2020年、原作：先崎学）[78]